# Bountyeilanden

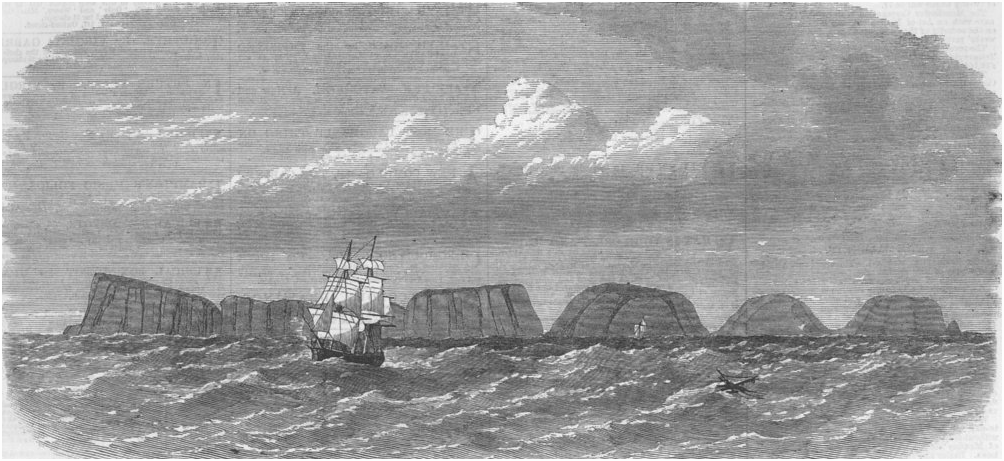
Gravure van de Bountyeilanden (1869)

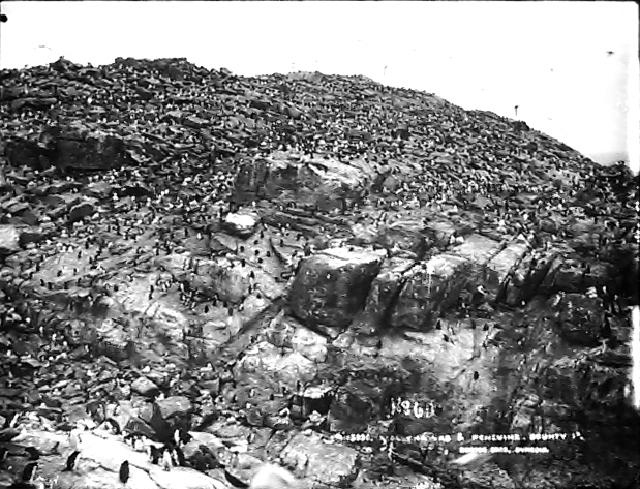
De Bountyeilanden zijn vrijwel geheel bedekt met vogels op deze foto uit 1888.

De Bountyeilanden zijn een groep van heel kleine, onbewoonde en rotsachtige eilandjes, ongeveer 700 km ten zuidoosten van het zuidereiland van Nieuw-Zeeland. De eilandjes hebben een gezamenlijke oppervlakte van 1,35 km² (slechts 1/30 van de oppervlakte van Schiermonnikoog). Samen met vier andere kleine eilandengroepen in dit gebied behoren ze tot de sub-Antarctische eilanden van Nieuw-Zeeland. De eilanden zijn beschermd gebied en behoren tot het UNESCO Werelderfgoed. Er leven grote groepen pelsrobben, pinguïns en albatrossen. Het is de enige plaats ter wereld waar de Bounty-aalscholver voorkomt. Er is vrijwel geen vegetatie.

## Beschrijving
De Bountyeilanden zijn de noordelijkste van de vijf eilandengroepen van de Nieuw-Zeelandse sub-antarctische eilanden. De andere groepen zijn de Aucklandeilanden, de Snareseilanden, de Antipodeneilanden en Campbelleiland.
De archipel bestaat uit 22 granieten rotseilandjes die verdeeld in drie groepjes op een lijn van noordwest naar zuidoost liggen, met steeds ca. 1 km afstand tussen de groepen. De hele groep is ca. 4 km lang. De gezamenlijke oppervlakte bedraagt slechts 1,35 km². De hoofdgroep ligt in het noordwesten en bestaat uit 8 eilandjes en wat losse klippen. Hier ligt ook het hoofdeiland (Depot Island), zo genoemd omdat hier ooit een depot was met noodvoorraden voor schipbreukelingen. Dit eiland heeft een maximale diameter van ca. 600 meter, en nergens is de afstand naar zee er meer dan 150 à 200 meter. De andere eilandjes in deze groep zijn: Lion Island, Penguin Island, Proclamation Island, Ranfurly Island, Ruatara Island, Spider Island en Tunnel Island. Ook liggen hier nog Dog Rock, Seal Rock en Skua Rock.
De beide andere groepjes zijn zeer klein en bestaan elk uit één hoofdeilandje omringd door nog kleinere rotsen. Het hoofdeilandje in de centrale groep is Funnel Island, tevens het hoogste eiland (73 m); hier liggen ook Prion Island, Castle Island, Coronet Island en een naamloze rots. Het hoofdeilandje van de Oostgroep heet Molly Cap. Verder liggen in deze groep Con Island, North Rock en nog vier naamloze rotsen.
Alle eilandjes zijn kaal en winderig en sterk geërodeerd door de zee. Ze bieden geen enkele beschutting bij stormachtig weer, en onder zulke omstandigheden is geen enkel deel van het land buiten bereik van de zoute spray. Er is geen gemakkelijke plek om aan land te gaan en voor schepen is er geen veilige ankerplaats. Op zeeniveau zijn de rotsen spiegelglad en extreem verraderlijk om op te lopen. Deze gladheid is voornamelijk te wijten aan de actie van de zee, maar er is weinig twijfel dat de polijstende werking van de voeten en flippers van de enorme aantallen pinguïns en robben hieraan heeft bijgedragen. Voorts wordt de topografie bepaald door hoge verticaal aaneengesloten klippen met hoekige toppen. De hogere delen hebben daardoor een ongelijkmatig oppervlakte. Er zijn vrijwel geen platte stukjes. Tijdens het broedseizoen worden grote hoeveelheden guano afgezet op de eilanden, maar de winterstormen vegen het grootste deel er weer af. Er is geen betrouwbare bron van drinkwater op de eilanden. Een zekere hoeveelheid brak water blijft staan in poelen en holtes op de rotsen; hierin ontstaat een soort organische modder bestaande uit rottende karkassen, uitwerpselen, voedselresten, veren en zeewier.
Een reisbeschrijving uit 1890 geeft wellicht een meer sprekend beeld van de eilanden:
| Een vreselijke stank doortrok mijn hut toen ik wakker werd. ... het was dat, en niets anders dat mij wekte. Ik heb geslapen in vreemde plaatsen en te midden van duizend vreemde geuren, maar nooit heb ik zoiets misselijkmakends doorstaan als dit. ... Ik rende half wakker naar de badkamer. De gangen roken zoals mijn kamer. De badkamer was al net zo erg. Toen herinnerde ik me ... wat er gebeurd was: we voeren bij de vogeleilanden. De Bounties zijn zestien rotsachtige eilandjes ... Er is geen grond (aarde). Overal waar er ruimte is zit een kuifpinguïn. ... Zelfs op een afstand van een halve mijl is het geluid van de vogels oorverdovend. ... Ik wilde aan land gaan, en toen boten naar land werden gestuurd waagden twee van ons om mee te gaan. Maar we vonden de rotsen te steil om ook maar een klein stukje omhoog te komen, dus we gaven het op. De steward en de timmerman gingen wel een stukje verder. Hier was de stank gewoon verschrikkelijk. We keken een tijdje naar hoe de pinguïns uitzwermden over de rotsen. De grote stormvogels zwommen rondom ons, de albatrossen zaten naast hun grote jongen te midden van de pinguïns ... Het is goed te beseffen dat sommige wezens de geur van pinguïns kunnen uitstaan. Hemel! Wat een plek om te worden achtergelaten! Er was hier ook een depot, maar de bliksem heeft het vernietigd, en de zee is zelden rustig genoeg om materiaal aan te voeren om het te repareren. Er is een zeil om water op te vangen. Gelukkig is er geen vermoeden dat iemand hier ooit schipbreuk leed. ... We waren blij om terug te keren naar het schip met zijn kwalijke reuk - weg van het lawaai en de ondraaglijke stank van het eiland. Bij het wegvaren voer de kapitein langzaam langs de langste zijde van het grootste eiland; het was één massa van pinguïns. Vol als het was, meende ik dat er wel een miljoen pinguïns op de 100 hectare van de eilandengroep waren. Er moeten er net zo veel, misschien wel twee keer zo veel, in het water zijn geweest, want zij zwommen in groepen tot mijlenver uit de kust. Sir William Jervois en kapitein Fairchild maakten eens een berekening en concludeerden, geloof ik, dat er vijf miljoen pinguïns verbleven. De kapitein verzekerde ons dat ze vaak nog veel dichter op elkaar gepakt waren dan wij hen zagen, en dan waren er minder in het water. |

De onderzeese topografie lijkt op die boven de oppervlakte: onder water hebben de eilanden grote steile wanden, rotsblokken en zijn er verticale rotsstructuren. Rondom is slechts een smalle rand waar het water minder dan 100 m diep is; de rest van de territoriale zee is ongeveer 200–250 m diep.

## Ontdekking en inbezitname

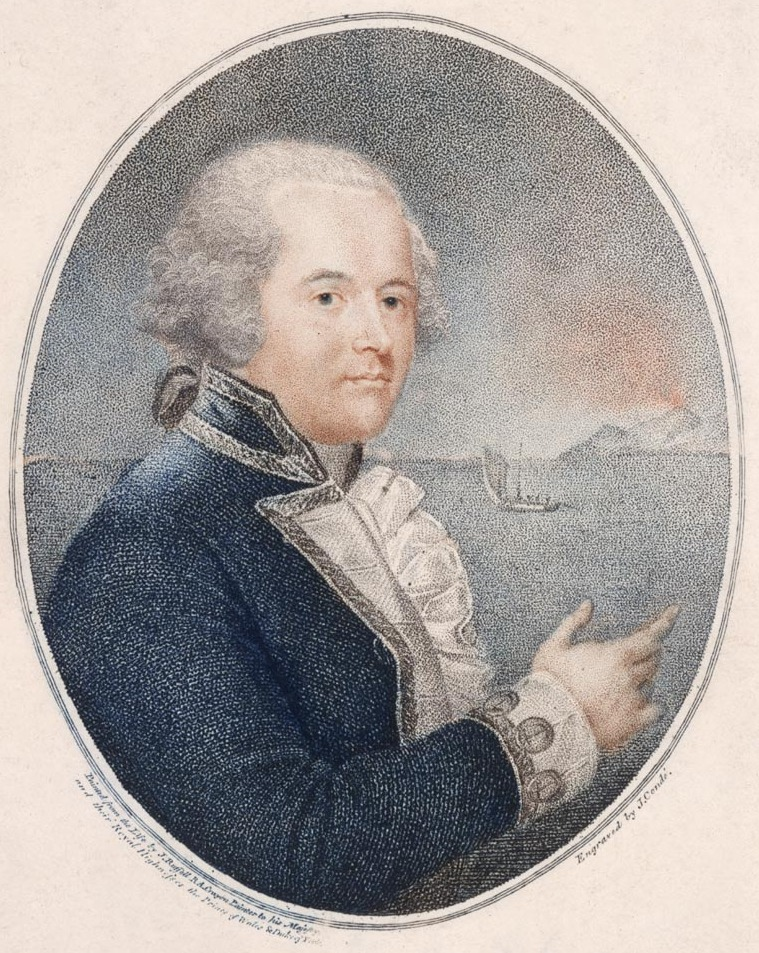
William Bligh, ontdekker van de eilanden

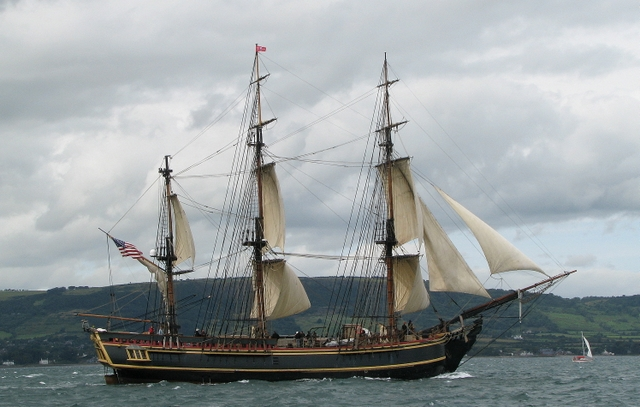
De Bounty (een replica)

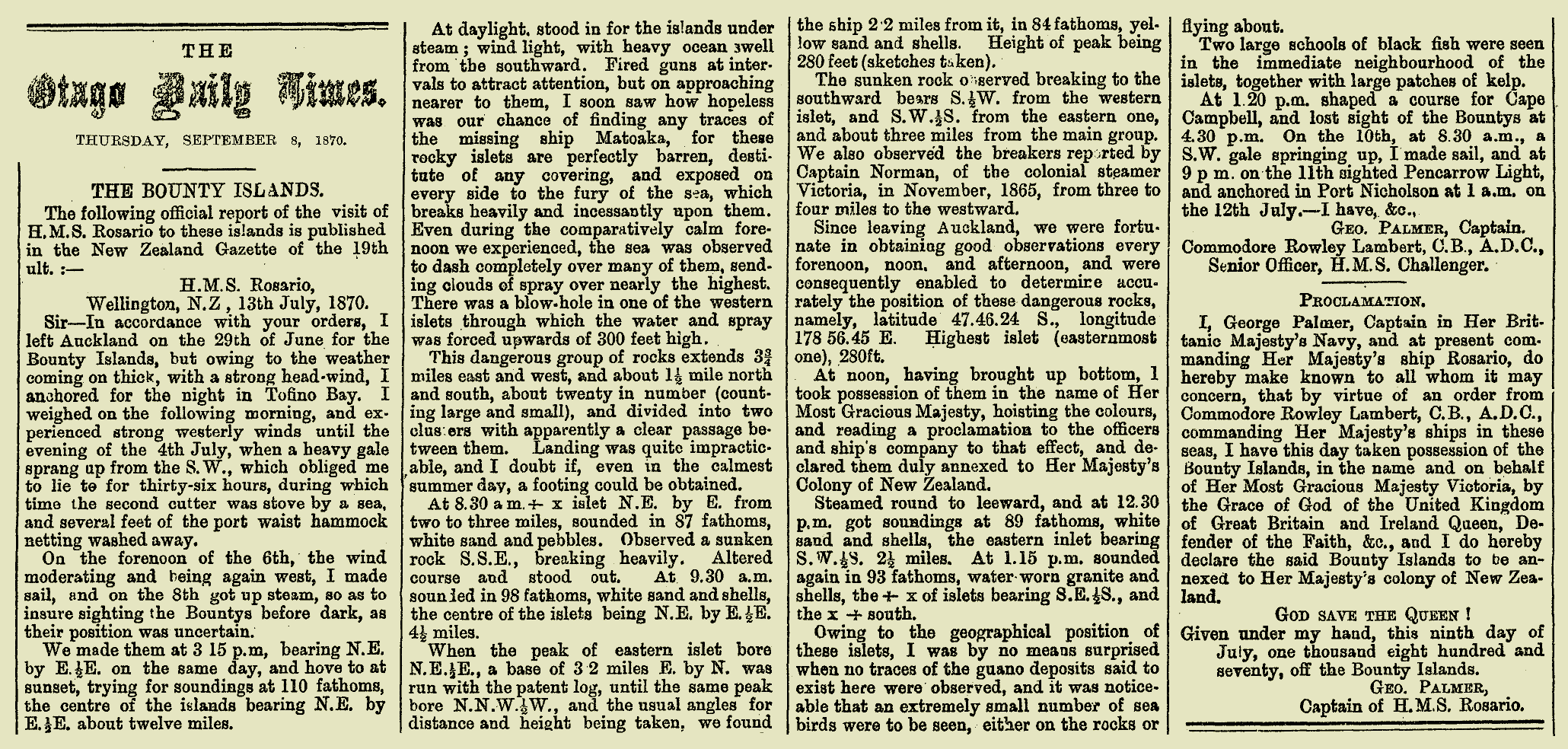
Verslag van George Palmers bezoek aan de Bountyeilanden in 1870, waarbij hij de eilanden in bezit nam voor het Britse Rijk. Leesbaar bij aanklikken.

Hoewel de Bountyeilanden verreweg het kleinste en meest afgelegen zijn van de vijf groepen Nieuw-Zeelandse sub-antarctische eilanden, werden ze het eerst ontdekt. Dit gebeurde op 19 september 1788 door de Britse kapitein William Bligh, die op weg was van Engeland naar Tahiti, en die ze vernoemde naar zijn schip, de Bounty. Het relaas van de ontdekking uit zijn scheepsjournaal luidt als volgt:
| Op de 19e ontdekten we bij zonsopgang een cluster van kleine rotsachtige eilandjes, ten noordoosten en op vier leuga’s afstand van ons. We hadden geen vogels of ook maar iets gezien dat de nabijheid van land zou aanduiden, behalve stukken rotswier waarvoor de nabijheid van Nieuw-Zeeland afdoende verklaring bood. De noordoostenwind verhinderde het ons de eilanden te naderen. Het weer was te slecht om duidelijk te zien; hun omvang was slechts drie en een halve mijl van oost naar west, en ongeveer een halve leuga van noord naar zuid; hun aantal, met inbegrip van de kleinere, was dertien. Ik kon geen enkel teken van plantengroei op hen waarnemen; er waren witte plekken zoals van sneeuw. Het westelijkste eiland is het grootste; ze zijn voldoende hoog om vanaf een scheepsdek te zien van een afstand van zeven leuga’s. Terwijl de eilanden in zicht waren zagen we enkele pinguïns en een witte soort meeuw met een gevorkte staart. Kapitein Cook voer in 1773 rond deze plek, maar hij zag de eilanden niet; hij zag zeehonden en pinguïns hier in de buurt, maar beschouwde Nieuw-Zeeland als het dichtstbijzijnde land. Ik heb ze genoemd naar het schip, de Bounty Eilanden. |

Dit was 7 maanden voor de beroemde muiterij op de Bounty plaatsvond.
Het feit dat nautische boeken en zeekaarten aanvankelijk aanzienlijk verschillende geografische posities meldden van de eilanden kon niet voorkomen dat ze begin 19e eeuw het slachtoffer werden van een ongeremde jacht op de pelsrobben: de populatie werd in enkele jaren vrijwel geheel uitgeroeid (zie hieronder). Pas in 1866 werd de positie van de eilanden nauwkeuriger bepaald, in opdracht van de regering van de Kolonie van Victoria, door kapitein Norman van de stoomsloep Victoria. Hij bepaalde de positie op 47.50' Z, 179 O, ongeveer 6 km ten zuiden van de echte positie.
Op 9 juli 1870 werden de Bountyeilanden door kapitein George Palmer in bezit genomen voor het Britse Rijk en toegewezen aan de kolonie Nieuw-Zeeland. De proclamatie luidde als volgt:
| Ik, George Palmer, kapitein van Hare Britse Majesteit’s Marine, en op dit moment commandant van Hare Majesteit's schip Rosario, maak hierbij bekend aan allen wie zulks aan mag gaan, dat op grond van een bevel van Commodore Rowley Lambart, C.B., A.D.C., commandant van Hare Majesteit’s schepen in deze wateren, ik vandaag bezit heb genomen van de Bountyeilanden, in naam van en voor rekening van Hare meest Barmhartige Majesteit Koningin Victoria, bij de gratie Gods, van het Verenigd Koninkrijk van Groot-Brittannië en Ierland, Koningin-Verdediger van het Geloof, etc., en ik verklaar de genoemde Bountyeilanden hierbij als geannexeerd aan Hare Majesteit’s Kolonie van Nieuw-Zeeland. GOD BEHOEDE DE KONINGIN! Vermeld door mijn hand, deze negende dag van juli 1870, voor (de kust van) de Bountyeilanden. George Palmer, kapitein van H.M.S. Rosario. |

Een van de eilandjes werd Proclamation Island genoemd, naar deze inbezitname.
Het bezoek van Palmer diende ook om te zoeken naar het vermiste schip Matoaka. Zijn proclamatie gaat vergezeld van een officieel verslag dat onder andere meldt dat de eilanden helemaal kaal zijn en dat een van de westelijke eilanden een blaasgat heeft (blowhole) dat water spuit tot een hoogte van meer dan 300 voet. Volgens Palmer waren de eilandjes verdeeld in twee groepen met kennelijk een duidelijke doorgang ertussen (het bleken later dus drie groepjes te zijn.)

## Bestuur
De Bountyeilanden werden in 1888 op grond van Artikel 19 van "The Land Acts Amendment Act, 1888" administratief onder het Southland Land District van de kolonie Nieuw-Zeeland gebracht. De "Land Act" van 1924 bevestigde dit in artikel 31. Ook na de onafhankelijkheid van Nieuw-Zeeland in 1947 bleef deze indeling gehandhaafd in Art. 23 van de "Land Act" van 1948. In 2003 werden de bestuursbevoegdheden t.a.v. de Bountyeilanden overgeheveld van Southland naar de Minister of Conservation (de minister voor (natuur-)behoud) op grond van artikel 31A van de in 2003 geamendeerde Resource Management Act 1991 (Wet op het Beheer van Hulpbronnen). Ditzelfde lot trof de andere subantarctische eilanden. Nu zij niet meer onder een van de 67 bestuursdistricten vallen worden de Bountyeilanden in Nieuw-Zeeland een Area Outside Territorial Authority genoemd (gebied buiten territoriaal gezag).

## Klimaat en zeestromen

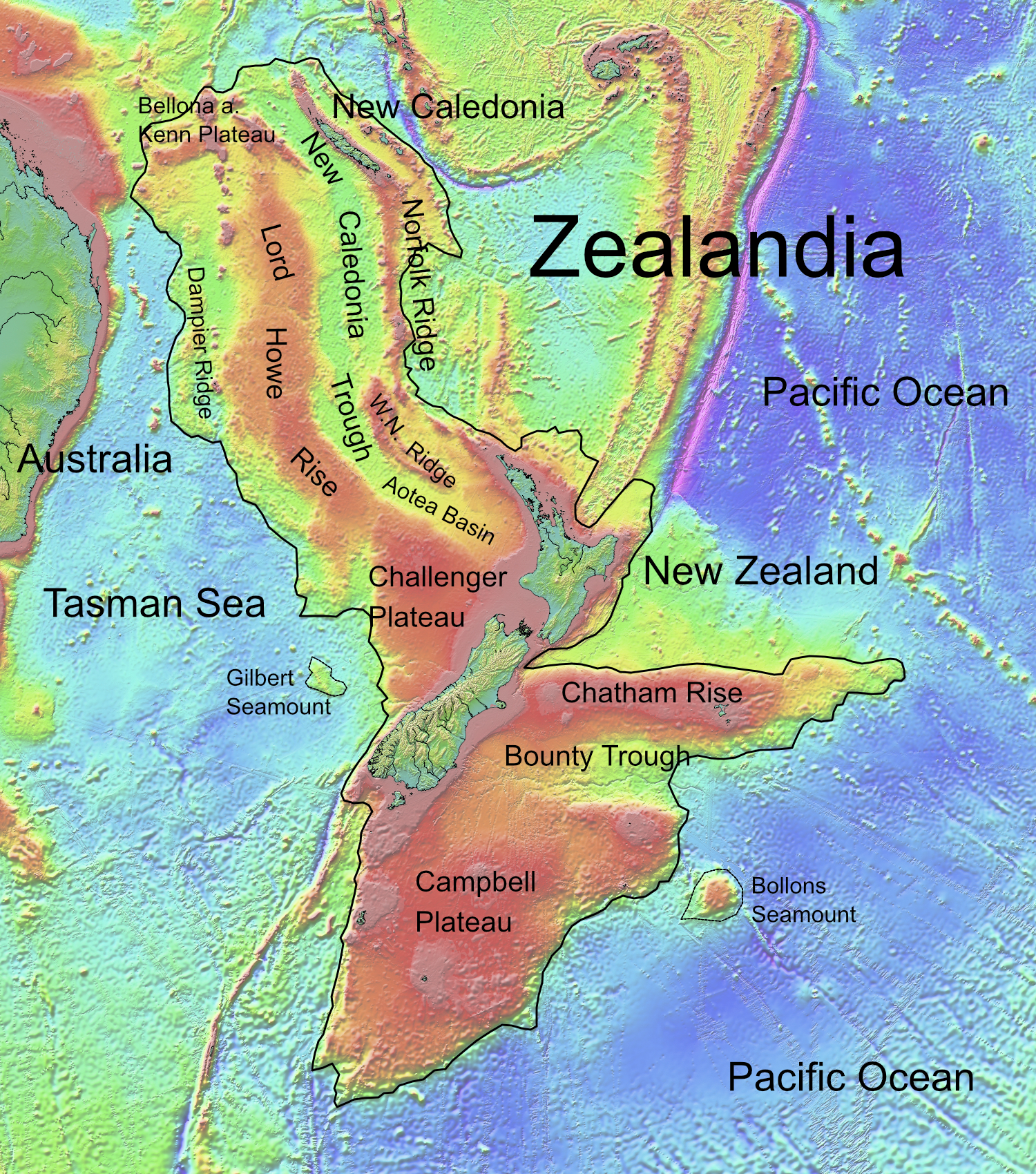
De zeeën rond Nieuw-Zeeland met het micro-continent Zeelandië en het Campbellplateau. De Bountyeilanden zijn niet aangegeven maar liggen op het oostelijkste puntje van dit plateau, ten zuiden van de Bounty trog (Bounty trough)

Hoewel de Bountyeilanden behoren tot de Nieuw-Zeelandse sub-antarctische eilanden, is het klimaat er eerder koel-gematigd te noemen. Dat geldt zowel voor de gemiddelde temperatuur van de lucht als die van het zeewater. De eilanden liggen in de Roaring Forties met veelvuldige depressies en aanhoudende westenwinden. Het is er bewolkt, nat en fris. Het klimaat is extreem maritiem en dus gelijkmatig, met relatief weinig temperatuurverschillen tussen dag en nacht en tussen de seizoenen. De gemiddelde jaartemperatuur wordt geschat op 10 °C; de regenval tussen de 1000 en 1500 mm/jaar. Het sneeuwt weinig; eenmaal gevallen sneeuw blijft niet lang liggen. Vorst komt zelden voor.
De omringende oceaan is een hoog-energetisch marien milieu; er zijn geen beschutte plekjes langs de kust en de eilandjes zijn vaak blootgesteld aan zeer ruwe zeeën. De eilanden liggen ten noorden van de Antarctische Convergentie, een maritieme zone waar diep koud water uit het zuidpoolgebied noordwaarts stroomt en in contact komt met warmer subtropisch water dichter bij de oppervlakte. Daardoor een ontstaat een complexe mengzone, die deze wateren een hoge biologische productiviteit geeft. De gemiddelde oppervlaktewatertemperatuur schommelt tussen de 11 en 13 °C.

## Geologie
De vijf groepen Nieuw-Zeelandse sub-antarctische eilanden liggen op het grote en relatief ondiepe continentaal plat, dat zich vanaf Nieuw-Zeeland in zuidelijke en zuidoostelijke richting uitstrekt en uit twee plateaus's bestaat, het Campbellplateau en de oostelijke uitstulping daarvan, het Bountyplateau, samen het zuidelijke plateau. Het heeft een diepte van slechts 600–1000 m, terwijl de oceaanbodem eromheen gemiddeld 4000–5000 m diep is. Dit plateau vormde ooit een deel van het microcontinent Zeelandië dat nu grotendeels verzonken is. De Bounty- en Antipodeneilanden zijn de enige delen van het Bountyplateau die boven zee uitsteken. De meer westelijk gelegen Snareseilanden, Aucklandeilanden en Campbelleiland liggen op het Campbellplateau. De bodem van de plateaus bestaat uit graniet en metamorf gesteente van meer dan 100 miljoen jaar oud en is vergelijkbaar in samenstelling met de westelijke bergen op Nieuw-Zeelands zuidereiland en Marie Byrdland in Antarctica. De twee noordelijkste eilandengroepen, de Snareseilanden en Bountyeilanden, vormen de kam van deze oude landmassa en bestaan uit vergelijkbaar granietachtig gesteente en zijn van vergelijkbare ouderdom. De drie andere eilandengroepen zijn daarentegen veel jonger en zijn vulkanisch van oorsprong. De Auckland eilanden zijn tussen de 10-25 miljoen jaar oud; Campbell eiland tussen de 6-11 miljoen jaar en de Antipodeneilanden slechts 1-5 miljoen jaar. Het graniet van de minieme Bountyeilandjes vormt daarmee een belangrijk stukje van de geologische puzzel rond het uiteenvallen van het Gondwana-supercontinent.

## Jacht op pelsrobben

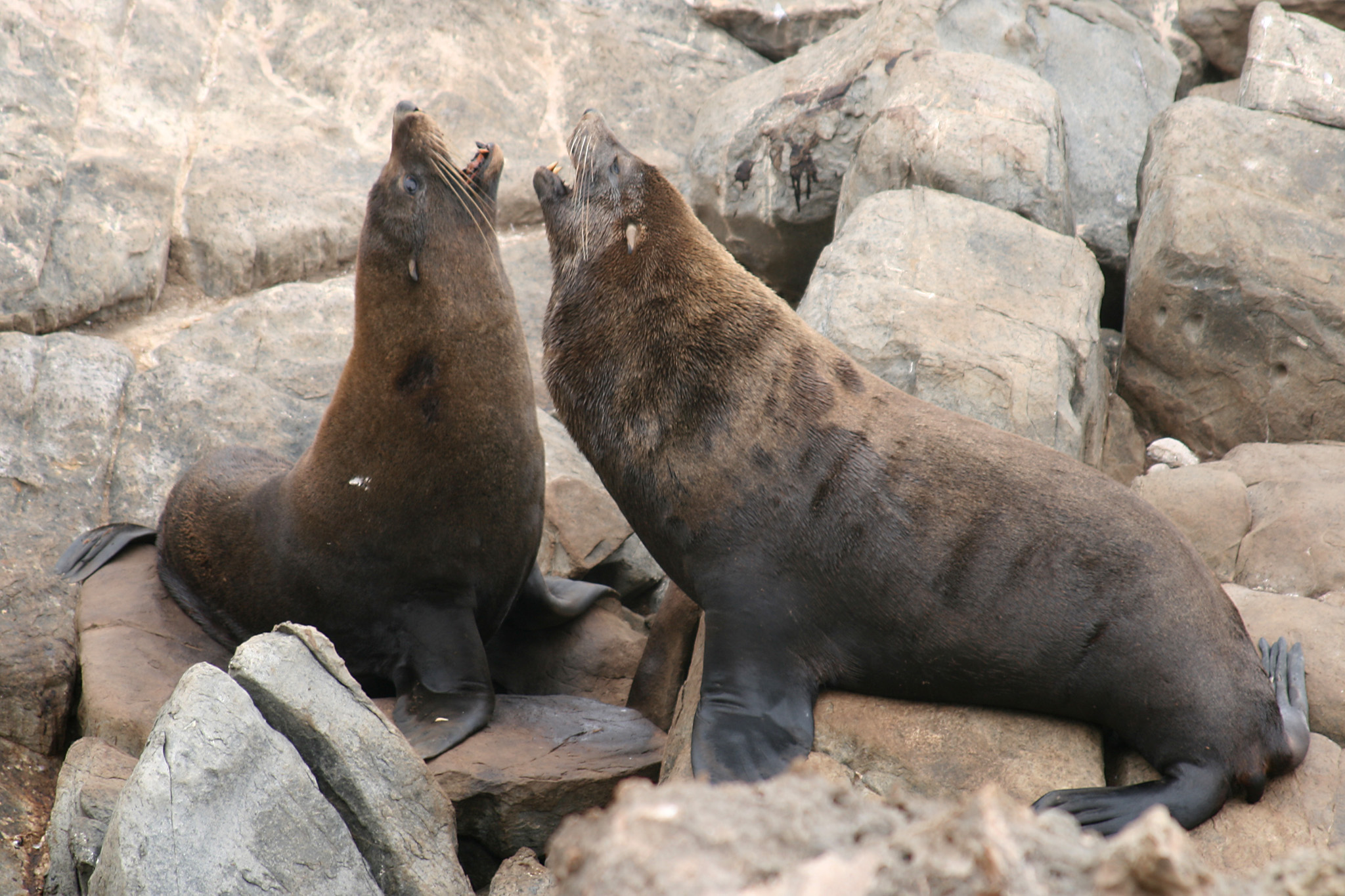
Nieuw-Zeelandse pelsrob (Arctocephalus forsteri)

Net als andere eilanden in deze regio wemelden de Bountyeilanden van de pelsrobben, in dit geval de Nieuw-Zeelandse pelsrob of zeebeer (Arctocephalus forsteri). Deze rijkdom zou al snel worden geoogst. De eilanden waren van niemand en waren bovendien zodanig afgelegen dat geen enkele controle op de jacht mogelijk was. Begin 19e eeuw gold slechts de regel wie 't eerst komt, die 't eerst maalt, met als gevolg dat op veel eilanden de robben binnen zeer korte tijd tot de rand van uitsterven waren gebracht. Ook bij de Bountyeilanden kwam de jacht al snel op gang.
De informatie over bezoeken van pelsjagers aan de Bountyeilanden en het aantal door hen gedode robben is fragmentarisch, maar uit diverse bronnen blijkt dat in de eerste twee jaar van de jacht al zo'n 50.000 robben zouden zijn gedood. Dit cijfer stemt overeen met de 8000 robben die werden gedood door de gang van de Santa Anna in 1807-1808; de 3000 huiden die werden meegenomen door de Commerce begin 1808; en 38.000 huiden in februari 1808 door een ploeg van de schoener Brothers uit Sydney. Het hoogtepunt van de jacht was in de periode 1810 - 1816 en vond plaats vanuit Australië; de eerste Europese nederzetting in Nieuw-Zeeland werd immers pas gesticht in 1822. Toen was de jacht al op haar retour. In 1831 moeten de pelsrobben al vrijwel uitgeroeid zijn geweest. In dat jaar bracht John Biscoe van de Britse walvisvaarder Enderby & Sons een bezoek aan de Bountyeilanden met zijn brik Tula. Boten werden aan land gezonden, maar de mannen zagen slechts 5 robben op een rots waarop zij niet konden landen. In de 50 jaar daarna was de jacht niet rendabel en lijken de populaties aan een heel langzaam herstel te zijn begonnen. In augustus 1880 slaagde een ploeg jagers van de William and Jane er in 347 huiden te bemachtigen; weinig in verhouding tot de eerdere slachtpartijen. In datzelfde jaar verbleef een ploeg van de Alert twee maanden op de eilanden en doodde 273 robben. Deze volhardende poging lijkt bijna de definitieve nekslag voor de populatie te zijn geweest. Tien jaar later, in januari 1890, meldde een krantenbericht dat de Hinemoa gedurende een tocht naar de Bounty-, Auckland-, Campbell- en Antipodeneilanden slechts één pelsrob had gezien. In een bericht uit 1891 wordt de vangst van 130 robben op de Bountyeilanden gemeld. Zulke berichten doen vermoeden dat de populaties 70 jaar na de grote slachtingen zich nog steeds op een precair niveau bevonden.
De Nieuw-Zeelandse koloniale regering was zich ervan bewust dat de resterende robbenjacht alleen duurzaam kon zijn met een vorm van regulering. Die kwam er in 1872 met de "Protection of Animals Act". Er werd een jachtseizoen ingesteld van juni t/m september. Maar het jaar daarop, in 1873, werd met een nieuwe dierenbeschermingswet het jachtseizoen weer ongedaan gemaakt; om in 1875 weer in ere te worden hersteld. Buiten het seizoen werd de jacht als stroperij beschouwd. Hoewel er bij overtreding van de regels boetes -van 20 pond per dier- en gevangenisstraffen werden opgelegd, lijken de maatregelen niet goed te hebben gewerkt, o.m. doordat er onvoldoende controle ter plaatse was; doordat lokale politici een oogje dicht knepen en soms medeplichtig waren aan stroperij en doordat buitenlandse jagers (m.n. Amerikanen) ongestoord hun gang gingen. Met name de buitenlanders wekten wrevel. Zij "kwamen de rechtmatige Nieuw-Zeelandse rijkdommen wegkapen" terwijl Nieuw-Zeelanders zich aan regels zagen gebonden. In de pers vielen pleidooien te horen dat de regering óf moest overgaan tot een effectievere bescherming van de robben, óf de jacht moest vrijgeven. In dat laatste geval zouden de dieren worden uitgeroeid -daarvan was men zich bewust- maar dan had de eigen bevolking er tenminste nog wat aan verdiend.
Met de Wet voor de bescherming en het behoud van robben van 1878 werd de bescherming aangescherpt. Het bevoegd gezag kon op grond van deze wet het gesloten seizoen verlengen en zelfs een algeheel jachtverbod afkondigen voor een verlengbare periode van maximaal 3 jaar.
In de Zeevisserijwet van 1894 werd de robbenjacht voor het eerst serieus gereguleerd. Er werd een systeem ingevoerd waarbij vergunningen om te mogen jagen bij opbod werden verkocht. Ook werden de boetes aanzienlijk verhoogd, o.m. door de mogelijkheid tot verbeurdverklaring van het betreffende schip en al het voor de jacht benodigde materiaal.
In 1924 verbood Nieuw-Zeeland de robbenjacht maar pas eind 20e eeuw lijken de pelsrobbenpopulaties hun bijna-uitroeiing begin 19e eeuw te boven te komen. De Bountyeilanden zijn namelijk wederom de belangrijkste sub-antarctische basis voor deze robben; in 1982 werden er weer zo'n 16.000 geteld; in 2006 was dat opgelopen tot 21.500.

## Christendom[33]
Een van de robbenexpedities naar de Bountyeilanden speelde een bijrol in de kerstening van Nieuw-Zeeland en verdient daarom een nadere vermelding.
Op 1 juli 1807 zeilde de robbenjager Santa Anna van Sydney naar de Bountyeilanden. Bij een korte stop in de Bay of Islands in Nieuw-Zeeland stapte het jonge Maori-stamhoofd Ruatara aan boord. Ruatara wilde naar Engeland reizen om daar Koning George III te ontmoeten. Wetende dat de Santa Anna van de Bountyeilanden zou doorvaren naar Engeland, besloot hij zich aan te sluiten bij de pelsjagers. Bij het bereiken van de eilanden werden Ruatara en dertien anderen achtergelaten om robben te doden, terwijl het schip terugvoer naar Nieuw-Zeeland en Norfolk Island voor het ophalen van vracht. Er trad evenwel enorme vertraging op bij Norfolk Island en later ook in Sydney, waar het schip pas vertrok op 14 oktober 1808. Toen het eindelijk de Bountyeilanden bereikte bleek dat de achtergebleven groep ernstige ontberingen had geleden door gebrek aan voedsel en water. Weliswaar was het schip Commerce eerder dat jaar langsgekomen en had proviand achtergelaten en alvast 3000 huiden meegenomen, maar na haar vertrek waren de omstandigheden weer verslechterd en waren drie mannen omgekomen.
De Santa Anna laadde de 8000 huiden in en reisde door naar Londen. Daar aangekomen behandelde de kapitein Ruatara hardvochtig en weigerde hem kleding en betaalde zijn loon niet uit. Zelfs mocht Ruatara niet van boord en hij kreeg dus niet de kans Koning George te ontmoeten. Na twee miserabele weken en intussen ernstig ziek werd hij uiteindelijk aan boord gezet van het gevangenenschip de Ann, dat zou vertrekken naar Australië. Op dat schip bevriendde Ruatara een missionaris genaamd Samuel Marsden, die het op zich nam de verzwakte Ruatara te verzorgen. Bij aankomst in Sydney bleef Ruatara bij Marsden tot hij terug kon keren naar Nieuw-Zeeland. Marsden bleek niet zomaar een missionaris; hij werd een historische figuur in Australië en de belangrijkste Anglicaanse dominee in New South Wales. In 1814 begon Marsden met de bekering van Nieuw-Zeeland tot het christendom, daarbij geholpen en beschermd door Ruatara, die ter plaatse als stamhoofd van de Ngapuhi veel aanzien genoot. Marsdens eerste Engelstalige christelijke dienst bij de Bay of Islands werd door Ruatara ten overstaan van 400 Maori’s vertaald. Historici achten het aannemelijk dat Marsdens kerstening van de Maori's zonder de steun van Ruatara (en zijn opvolger Hongi Hika) uiterst moeizaam zou zijn geweest.
Zelf bekeerde Ruatara zich nooit tot het christendom. Een van de Bountyeilanden is naar hem genoemd.

## DeHinemoa-periode en de zorg voor schipbreukelingen

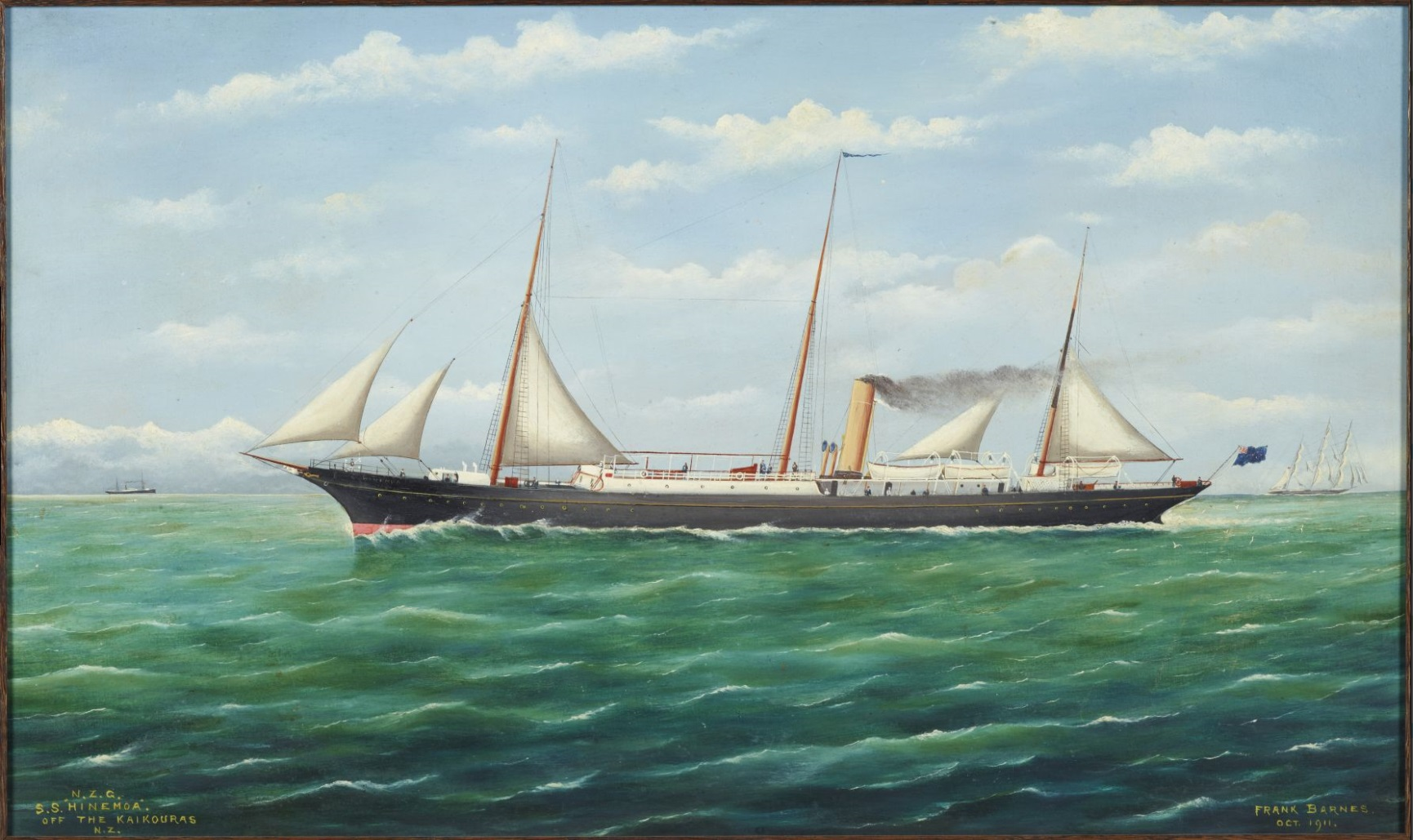
De Nieuw-Zeelandse regeringsstoomboot Hinemoa

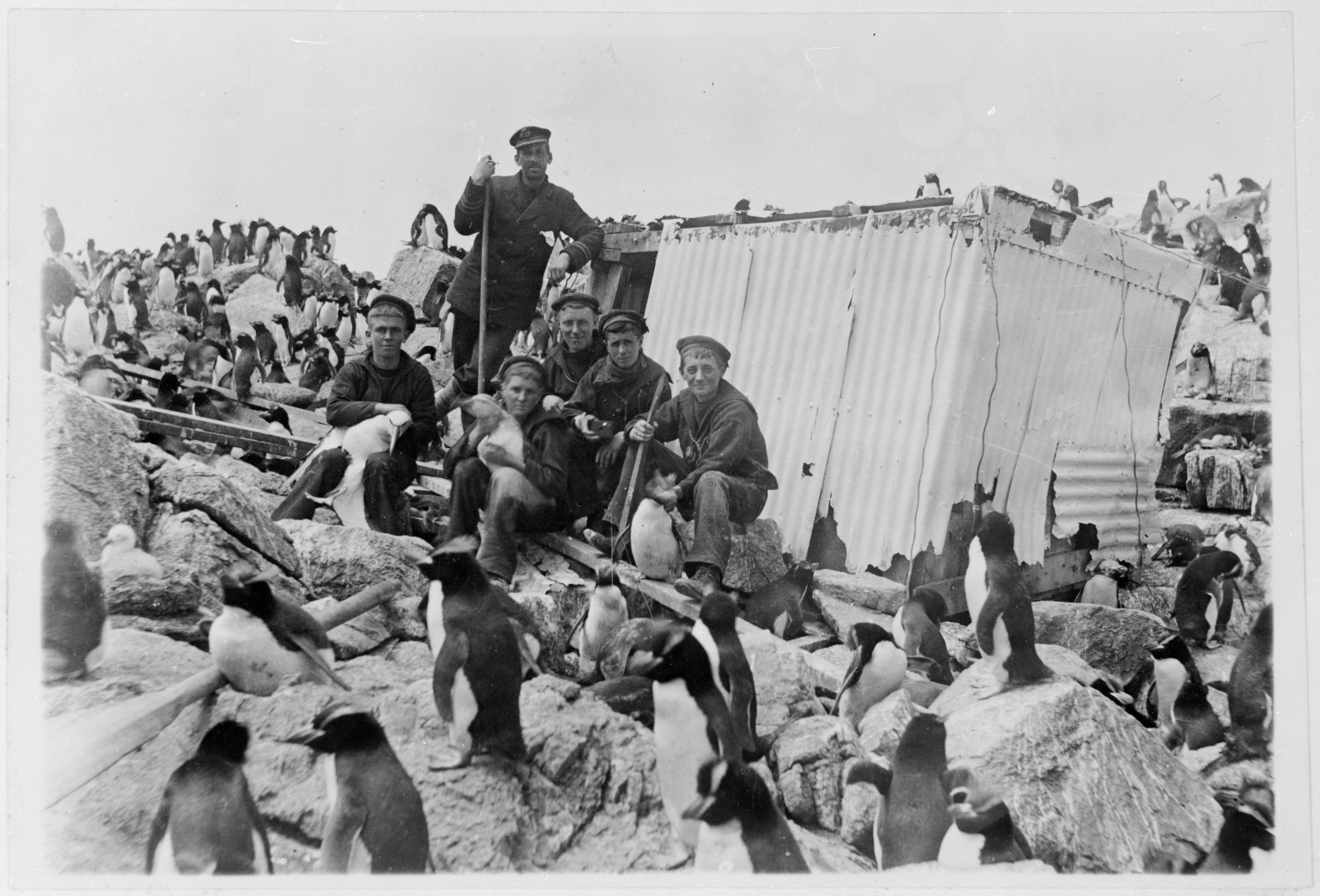
Kapitein Hooper van het Nieuw-Zeelandse marine-opleidingsschip Amokura met marinecadetten, pinguïns en een schipbreukelingen-depot op de Bountyeilanden, ca. 1910. Tussen 1907 en 1918 maakten de cadetten jaarlijkse excursies naar de eilandengroep om hen slecht-weer-ervaring op te laten doen. Het depot werd in 1927 verwijderd.

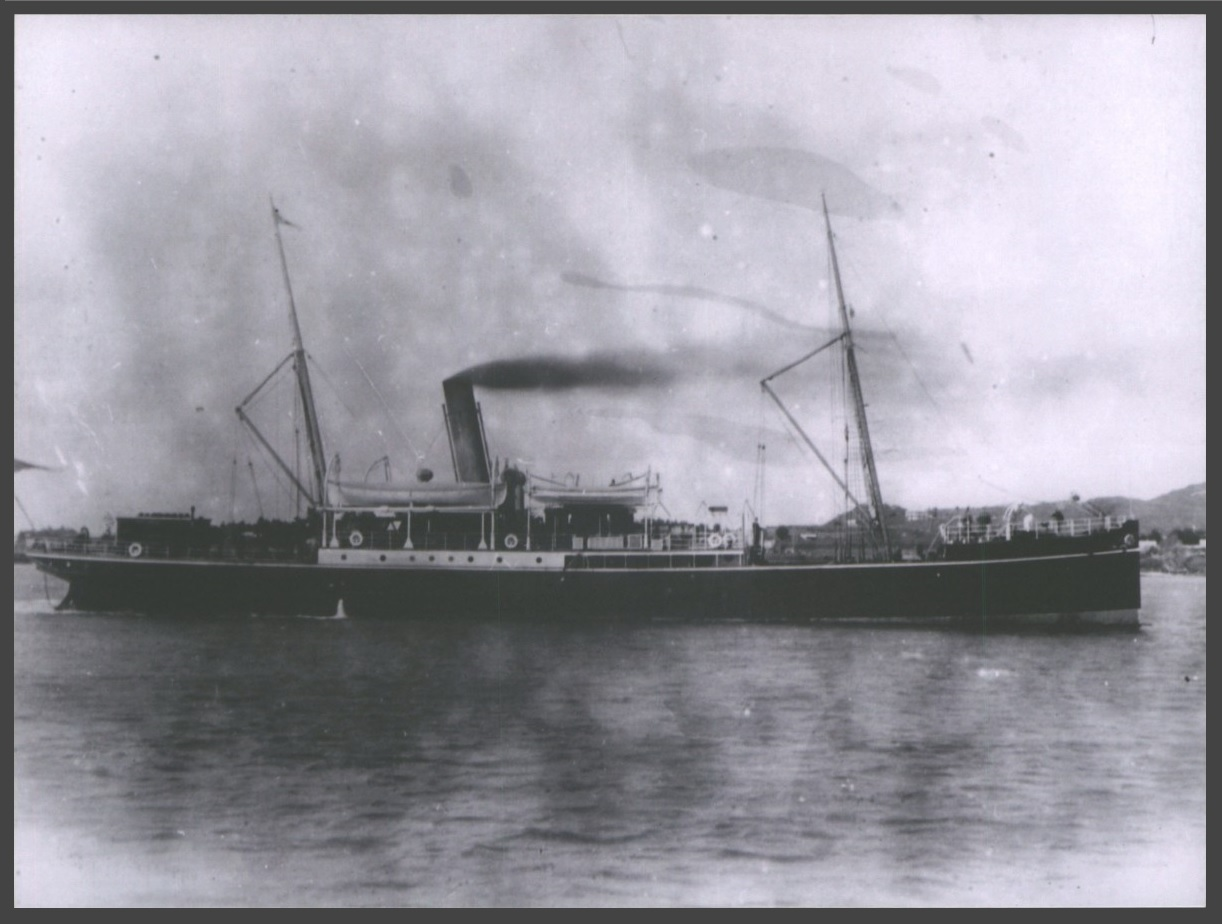
De Nieuw-Zeelandse regeringsstoomboot Tutanekai; opvolger van de Hinemoa

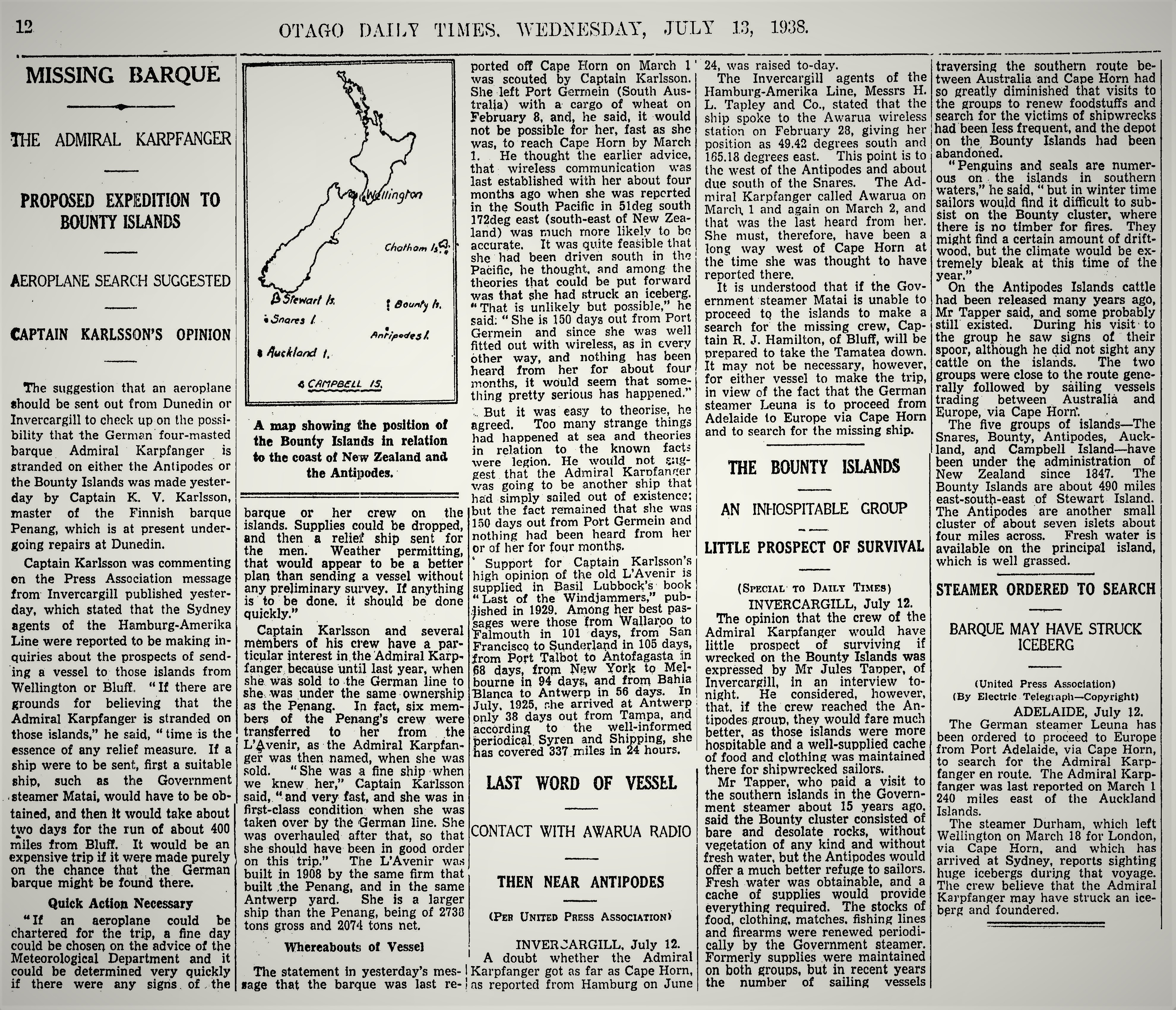
Gedetailleerde berichtgeving uit 1938 over de vermissing van de Admiral Karpfanger, mogelijk bij de Bountyeilanden. Met beschrijvingen van reddingsmissies en overlevingskansen van de bemanning op de Bountyeilanden. Uit de Otago Daily Times (Nieuw-Zeeland) van 13 juli 1938. Leesbaar bij aanklikken.

In de 2e helft van de 19e eeuw ging een steeds groter deel van de zeescheepvaart over op stoomaandrijving, maar werden zeilschepen nog veel gebruikt. Vanwege de harde westenwinden op hoge breedten (de Roaring Forties) namen schepen van Zuid-Afrika naar het Verre Oosten vaak een erg zuidelijke route. Ook Bligh, ontdekker van de Bountyeilanden, voer van Zuid-Afrika óm Australië en Nieuw-Zeeland heen, op weg naar Tahiti. De wateren rond de sub-Antarctische eilanden van Nieuw-Zeeland waren evenwel niet goed in kaart gebracht. De combinatie met het frequente slechte weer leidde ertoe dat deze eilanden relatief vaak het toneel waren van schipbreuk. Nadat op 14 mei 1866 de General Grant bij de Auckland eilanden op de klippen was gelopen en de 10 overlevenden (van de 83 opvarenden) pas na 18 barre maanden van het eiland werden gered, ontstond een roep om schipbreukelingen structureel te helpen. Aanvankelijk zag het bestuur van de Provincie Southland in Nieuw-Zeeland het als haar taak dit te doen. Depots met hulpgoederen (kleding, voedsel, lucifers, kookgerei, laarzen, dekens, gereedschap e.d.) verpakt in verzegelde metalen vaten werden op sommige eilanden neergezet, doch niet op de Bounties. Ook werden wel dieren uitgezet als voedsel (varkens en weka's). In december 1865 had de Victorian Acclimatisation Society -een Australische organisatie die zich tot doel gesteld had om nuttige diersoorten op het recent gekoloniseerde continent te introduceren- reeds getracht geiten uit te zetten op de Bountyeilanden. Maar toen kapitein Hobson met de koloniale stoomsloep Victoria de ware aard van de eilanden aanschouwde, nam hij de dieren mee terug. Vanaf 1877 nam het centrale bestuur in Wellington de genoemde taken van Southland over; daarvoor werd de Hinemoa ingezet, een stoomschip van 542 ton, aanvankelijk gebouwd om vuurtorenwachters op afgelegen plaatsen te bevoorraden. Op de grotere sub-Antarctische eilanden werden nu ook geiten, schapen, konijnen en zelfs runderen uitgezet. Op 18 maart 1886 plaatste de Hinemoa een schuilhut voor schipbreukelingen met voorraden op de Bountyeilanden. Bij die gelegenheid trof men de overblijfselen aan van een eerdere hut, waarschijnlijk van Nieuw-Zeelandse zeelieden, gezien de herkomst van het type hout. Bij een controle door de Stella, het zusterschip van de Hinemoa, in maart 1887 bleek de nieuwe hut al verloren te zijn gegaan, hoewel gebouwd op ca. 30 meter hoogte; zij was weggeblazen, weggespoeld of vernietigd door bliksem, daarover verschillen de bronnen. Slechts enkele fragmenten werden teruggevonden. Daarop besloot het verantwoordelijke ministerie het depot niet te herbouwen, omdat het op de kale rotsen toch onmogelijk zou zijn om te overleven. Maar na een volgende scheepsramp (van de Kakanui begin januari 1891) werd dit besluit herzien. Doch een poging het depot te herstellen in maart 1891 faalde; het lukte niet om hout aan land te brengen. In november 1891 lukte dit wel; o.m. werden toen drinkwater en een boot achtergelaten. Een reiziger in 1896 beschreef het depot aldus:
| We bereikten uiteindelijk het depot, dat is gelegen in een klein uitholling, en aangezien de bouw ervan echt een geweldige prestatie was waarvoor een zeer aanzienlijke vindingrijkheid aan de dag werd gelegd, zal ik trachten dit depot te beschrijven. Het is een laag gebouw, met een beetje het uiterlijk van de ark van Noach, waarbij eerst dwarsliggers werden vastgelegd op de rotsen in de holte waarnaar ik verwees, en op deze dwarsliggers werden planken vastgenageld zodat een platform ontstond waarop in het midden het kleine gebouw werd opgetrokken. De zijkanten van het platform zijn verzwaard met rotsblokken om te voorkomen dat alles wordt weggeblazen. Bij het bouwen van het depot bleek het nodig om de planken heel precies te laten passen, want het kleinste spleetje was voldoende om de fijne donsveertjes van de zeevogels binnen te laten; voordat de deur was geplaatst was het gebouwtje bijna helemaal gevuld met veren en dons. Aan de achterkant van het gebouw, dat ongeveer 8 bij 12 voet meet, en dat net hoog genoeg is voor een man om rechtop te staan, is een deel van het platform leeg gelaten, zodat een stuk canvas -bewaard in het depot- daar neergelegd kan worden om regenwater op te vangen. In het gebouw zag ik ongeveer een dozijn blikken water, en een hoeveelheid voorraden, kleding en andere benodigdheden voor schipbreukelingen, maar ik dacht: "God helpe de arme zeelui die op deze onherbergzame rots schipbreuk lijden", en ik geloof dat niemand hier kan leven als de vogels bezit nemen van de eilanden, zo verschrikkelijk is de stank. Al het materiaal voor het depot moest stuk voor stuk met veel moeite aan land worden gebracht; niet zonder risico, en ik kan alleen maar zeggen dat kapitein Fairchild, zijn officieren en manschappen, zeer grote waardering verdienen voor de wijze waarop zij de enorme problemen hebben overwonnen bij het opzetten van dit en andere depots omwille van schipbreukelingen. Ik voeg eraan toe dat het huidige depot het tweede is dat hier is opgericht. Het vorige, gebouwd op de top van het eiland, werd geheel weggeblazen; er bleef geen spoor van over. |

Gedurende ca. 25 jaar bezocht de Hinemoa de Bounty- (en de andere) eilanden ca. 2 keer per jaar om te zoeken naar vermiste schepen, om schipbreukelingen op te pikken, en om de depots aan te vullen. Deze "errands of mercy" vormden een kostbare overheidsdienst. Als enige lijndienst naar deze eilanden werd de Hinemoa ook gebruikt door wetenschappers die onderzoek wilden doen op de eilanden. Vrijwel alle biologische collecties uit die periode zijn vanaf de Hinemoa verzameld. Ook de twee kapiteins die het schip in deze decennia had (John Fairchild van 1877-1884 en van 1888-1895 en John Bollons van ca. 1898-1922) droegen daaraan bij. De Earl van Ranfurly, Gouverneur-Generaal van Nieuw-Zeeland van 1897 tot 1904, nam rond de jaarwisseling 1900-1901 deel aan een biologische expeditie naar o.m. de Bountyeilanden. Het British Museum in Londen had hem gevraagd vogels te verzamelen. Tijdens deze tocht werd de Bounty-aalscholver ontdekt, die alleen hier voorkomt. Vanaf 1895-96 controleerde de Hinemoa ook of er niet illegaal op pelsrobben werd gejaagd. De grote wetenschappelijke expeditie in 1907 van het Philosophical Institute of Canterbury naar de Bounty- (en andere sub-Antarctische) eilanden vond plaats met de Hinemoa. Ook bracht het schip de wateren rond de Bountyeilanden beter in kaart. Vanaf 1910 werd de inzet van de Hinemoa beperkter en werden de bezoeken aan de eilanden overgenomen door het marine-trainingsschip Amokura. Vanaf 1919, toen de Amokura uit dienst werd genomen, nam de Tutanekai deze taak over.
Vanaf 1908 werden de voorraden in het depot uitgebreid met suiker, thee en tabak. In 1910 werd door de Amokura een extra depot op de Bountyeilanden geplaatst. Vanaf 1912 werden ook schrijfmateriaal en leesvoer (waaronder bijbels) in de depots neergelegd. Een bericht uit 1921 meldt dat de Tutanekai het depot op de Bountyeilanden intact aantrof, doch door slecht weer niet in staat was materiaal aan land te brengen voor de bouw van (wederom?) een nieuw depot. In 1927 werd het depot op de Bountyeilanden -dat toen al ernstig in verval was geraakt- verwijderd door de Tutanekai. Met het verdwijnen van zeilschepen werd de zuidelijke route vrijwel niet meer gebruikt, en ook de komst van radio en betere navigatiemethoden hadden het aantal schipbreuken sterk gereduceerd. Vanaf dat moment werden de eilanden nog slechts sporadisch aangedaan door marineschepen.
Op de Bountyeilanden heeft voor zover bekend nooit een schipbreuk plaatsgevonden. Wel werd bij de Bountyeilanden een aantal malen gezocht naar overlevenden van scheepsrampen die hier mogelijk terecht waren gekomen -zoals voor opvarenden van de General Grant in 1868; voor de Matoaka in 1870 en voor de Kakanui in 1891 - maar er werd nimmer iets gevonden. In 1938 werd gevreesd dat de vermiste Duitse viermaster Admiral Karpfanger op de Bounties of de Antipodeneilanden was gestrand, maar ook ditmaal werd niets gevonden. Het langste - en grotendeels onvrijwillige - verblijf dat ooit op de Bountyeilanden plaatsvond is vrijwel zeker dat van de groep pelsrobbenjagers geweest in 1807-1808 waarvan Maori-leider Ruatara deel uitmaakte; het duurde ca. een jaar.

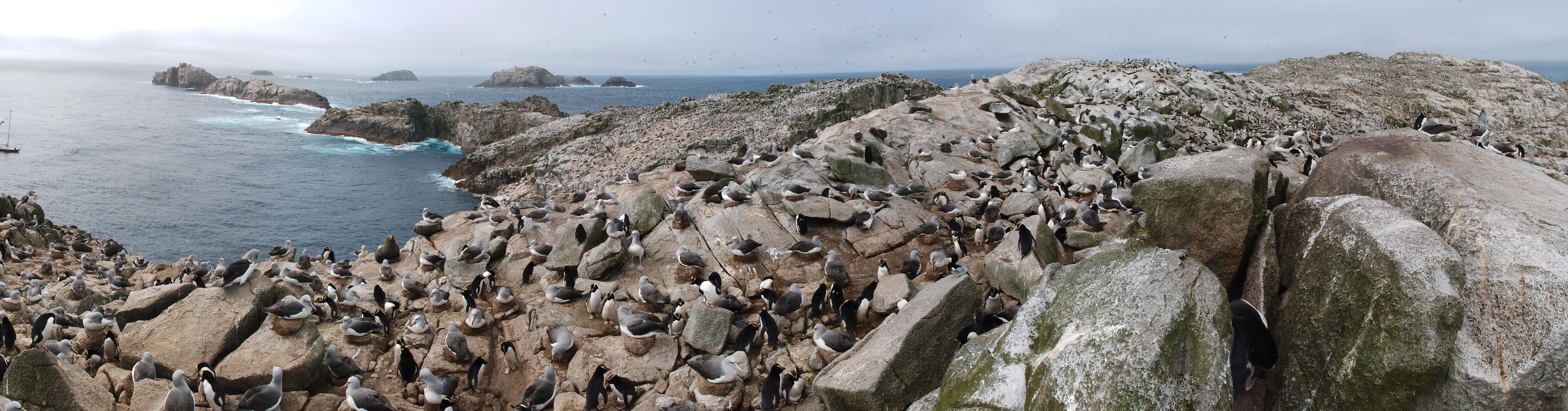
Vogels op Proclamation Island, kijkend naar het zuidoosten. Depot island is rechts, het langwerpige Lion Island ligt links, met Ranfurly Island rechts daarvan. In de verte liggen van links naar rechts North Rock, Con Island (klein en laag), Molly Cap, Funnel Island, Castle Island en Coronet Island.

## Fauna

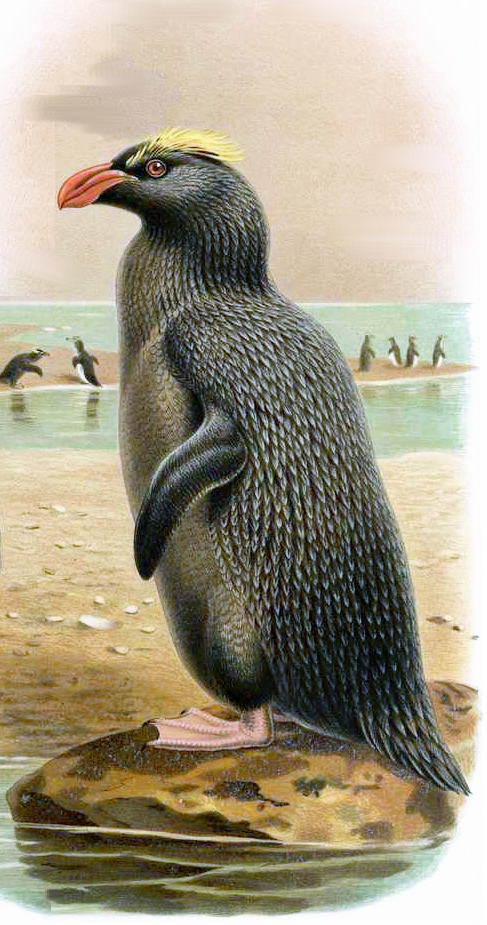
De grote kuifpinguïn

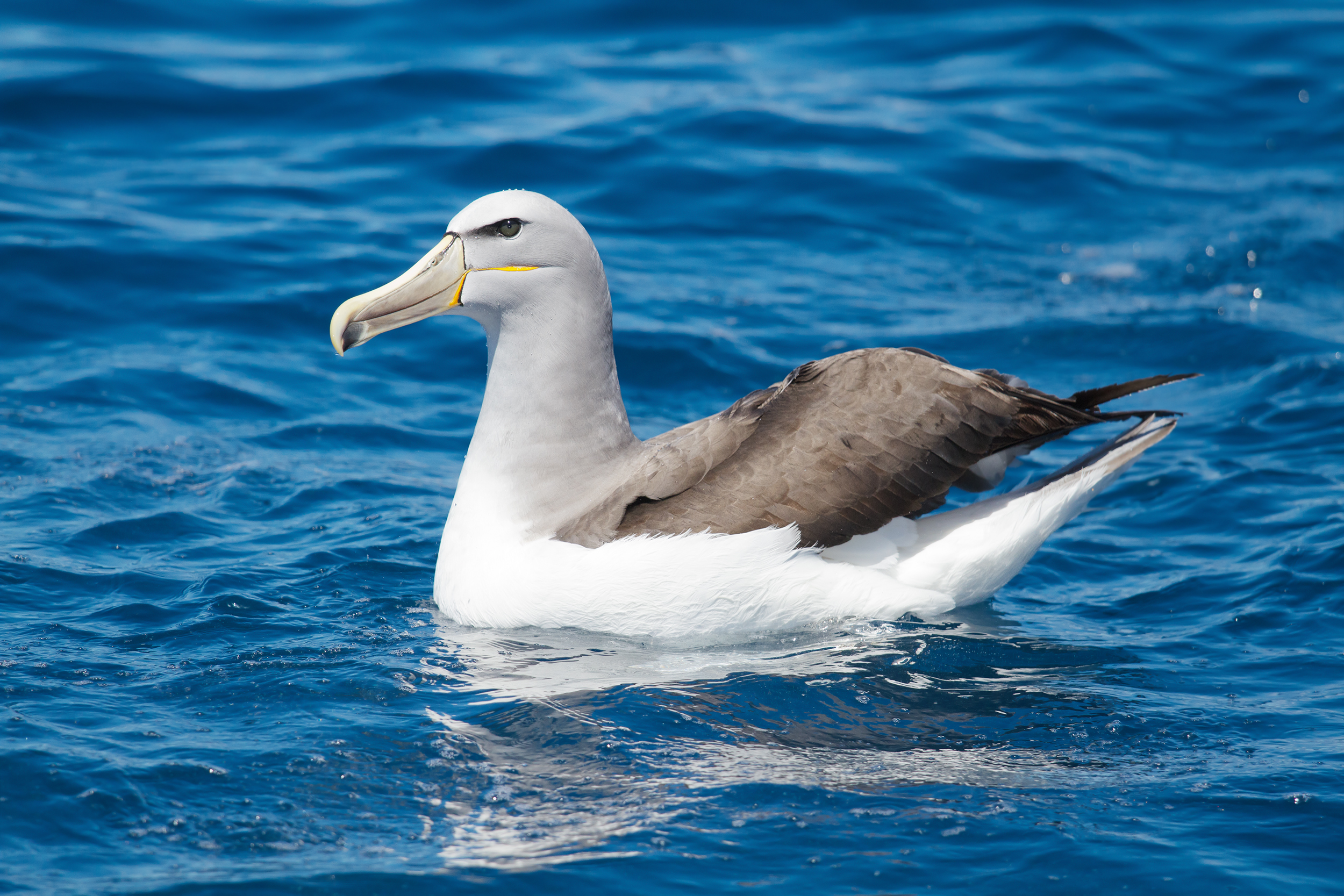
Salvin's Albatros, Thalassarche salvini

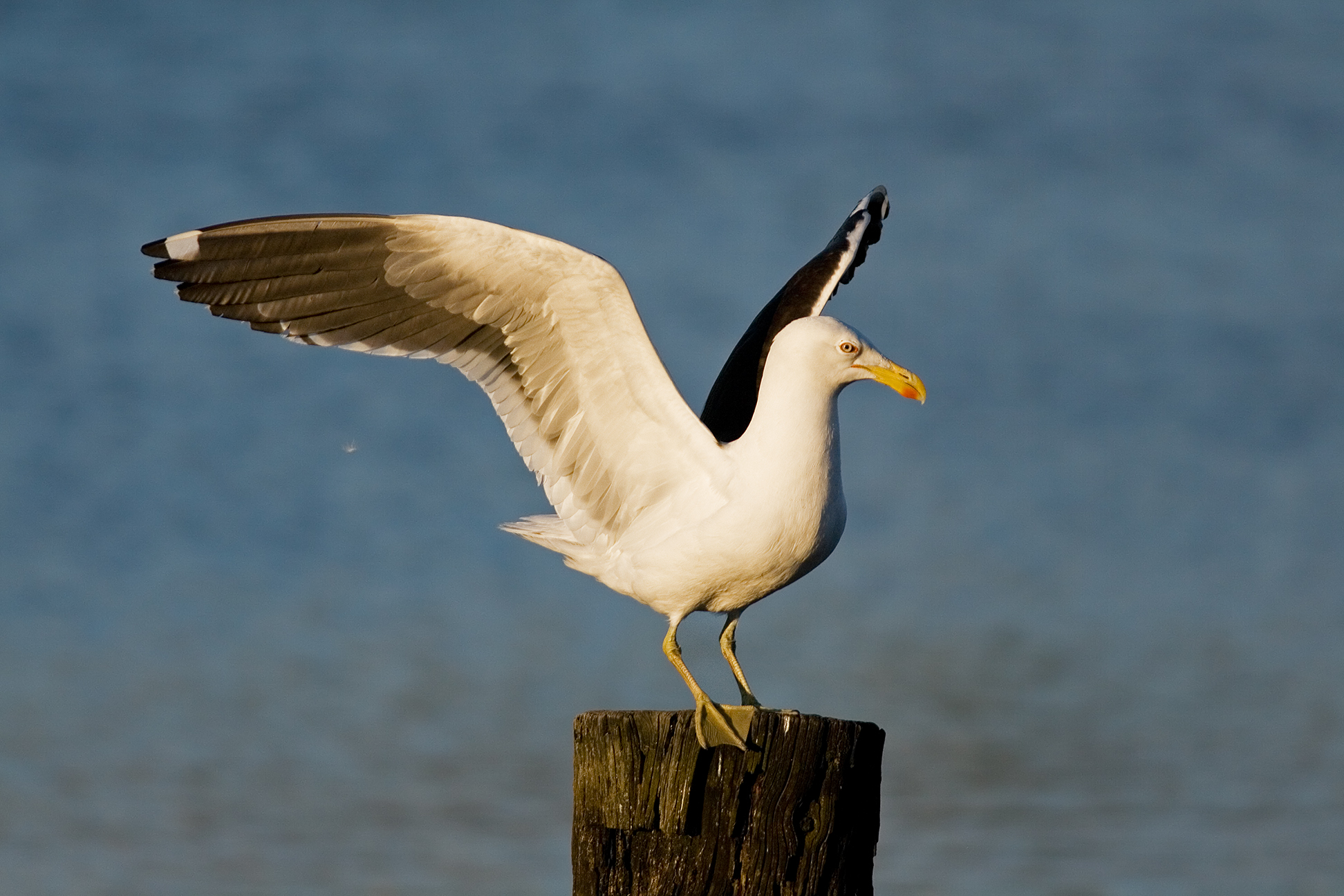
De Kelpmeeuw, Larus dominicanus

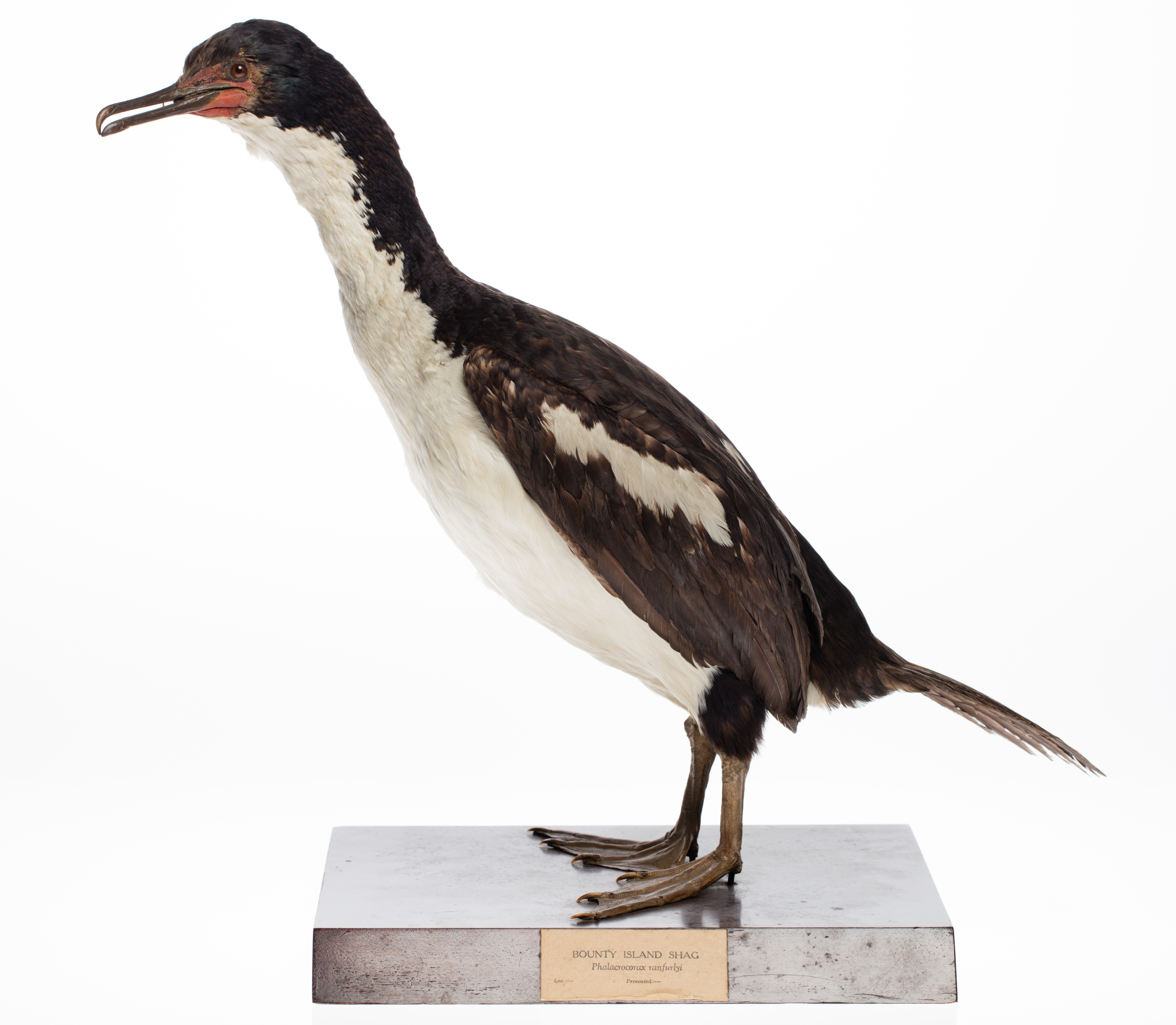
De Bounty-aalscholver, Phalacrocorax ranfurlyi

### Vogels
Vogels vormen het hoofdbestanddeel van de fauna; zij zijn aanwezig in spectaculaire aantallen. De Bountyeilanden zijn geïdentificeerd als een Important Bird Area (IBA) door BirdLife International vanwege hun betekenis als broedplaats voor Grote kuifpinguïns, Salvins albatrossen en Bounty-aalscholvers. Voorts broeden hier, in kleinere aantallen Zuidpoolsterns (Sterna vittata), Kaapse stormvogels (Snares' subsoort, Daption capense australe), Dikbekprions (Pachyptila crassirostris, ook een type Stormvogel), en de Kelpmeeuw (Larus dominicanus). In totaal dus 7 soorten zeevogels. Daarnaast zijn er nog vogels die de Bountyeilanden in kleine aantallen bezoeken, doch hier niet broeden, zoals de reuzenstormvogel (Macronectes sp.) en de Skua (ook: Grote Jager, Stercorarius skua). In het voorjaar, als alle broedende soorten aanwezig zijn, veranderen de eilanden in één overbevolkte kakofonie. Een onbekende reiziger beschreef dit spektakel in 1891 als volgt:
| ... je moet ze gezien hebben om het te geloven. Talloos zitten ze op de rotsen; ze zijn er in zulke aantallen dat miljarden van hen ombeurten naar zee gaan terwijl andere groepen hun plaats op de rotsen innemen. Ze schreeuwen, kakelen en krijsen, en - stinken - mijn God, wat stinken ze! De lucht is vol leven met hen, de zee wemelt van hen, de rotsen zijn zó bedekt met hen dat je nog geen teennagel neer kan zetten zonder op hen te trappen, en toch zul je op bepaalde tijden van het jaar geen levende vogel op deze eilanden vinden. Ze gaan ergens heen, in het zuiden, -naar een eiland, zo zegt de kapitein vol vertrouwen, dat hij op een dag zal ontdekken- en zij keren slechts naar deze rotsen terug om er te broeden. |

Doordat de eilanden zo weinig menselijke verstoring hebben gekend, zijn de vogels niet schuw.
De zeven soorten vogels broeden niet op alle eilanden of lukraak door elkaar. De brede hellingen en richels zijn bezet door de pinguïns, albatrossen en de dikbekprions. Smalle randjes langs de klippen en nissen worden bezet door Kaapse stormvogels, aalscholvers en sterns. De aalscholvers nestelen ook op de hoogste, winderige rotsen. Reuzenstormvogels, skua's en meeuwen zitten op Skua Rock en op de westelijke helft van Lion Island, die relatief vrij zijn van andere soorten vogels. In de belangrijkste vogelkolonies worden skua's en meeuwen lastiggevallen door de dikbekprions in de lucht en aangevallen door pinguïns op de grond.
De Grote kuifpinguïn (Eudyptes sclateri) broedt alleen hier en op de Antipodeneilanden. Hun nesten bestaan uit losse samenraapsels van modder en organisch afval die bij een flinke regenbui gemakkelijk wegspoelen. De broedperiode is in november en loopt op de Bountyeilanden 7 à 10 dagen achter bij die van hun soortgenoten op de Antipodeneilanden; de oorzaak daarvan is onbekend. De dichtheid van de nesten varieert van 1 nest per 1,4 m² in gemengde kolonies met albatrossen, tot 1 nest per 0,8 m² (alleen pinguïns). In 1978 zouden er op de Bountyeilanden 115.000 paren zijn geteld, verspreid over negen eilandjes, en in 1997-98 nog 28.000 paar. In 2011 werden 26.000 paar geteld. Er is dus een neerwaartse tendens. Dat geldt ook voor de enige andere broedplaats, op de Antipodeneilanden. De oorzaak van de neergang is niet duidelijk. De Grote kuifpinguïn wordt als een bedreigde diersoort beschouwd.
Van de Salvins albatros (Engels: Salvin's Mollymawk of, in oudere literatuur, Mollyhawk (Thalassarche salvini of -vóór 2004- Diomedea cauta salvini)) broedt 99% van de mondiale populatie op 9 van de Bountyeilanden. Hun nesten hebben de vorm van massieve ronde kolommen met een diameter van ca. 37 cm en een gemiddelde hoogte van rond de 13 cm met uitschieters naar 40 cm. De kom aan de bovenkant is ca. 3,5 cm diep. De nesten bestaan uit modder, veren en botjes. In sommige nesten kunnen verscheidene lagen dode kuikens uit vorige seizoenen worden aangetroffen die als bouwmateriaal zijn gebruikt. In kolonies staat er 1 albatrosnest per 1,9 m²; de nesten staan ca. 1,20 m uit elkaar, ongeacht of het om ongemengde of gemengde kolonies (met de Kuifpinguïns) gaat. Voor deze vogels met een spanwijdte van 2,50 m is dat bepaald dicht bij elkaar. Van deze albatrossen waren er in 1998 ca. 30.750 paren, tegen 76.000 paar in 1978, maar de telmethoden waren verschillend en dat maakt de cijfers moeilijk te vergelijken. In november 2004 werden er op Proclamation Island 2634 nesten geteld. Birdlife International kan uit deze cijfers geen populatietrend afleiden, maar noemt de soort kwetsbaar vanwege het beperkte broedgebied. Een bron uit 2008 noemt 750.000 exemplaren, maar dit lijkt ongeloofwaardig.
De Bounty-aalscholver (Phalacrocorax ranfurlyi, ook wel Leucocarbo ranfurlyi) is de zeldzaamste van 's werelds 40 soorten aalscholvers en komt uitsluitend op de Bountyeilanden voor. De vogel werd ontdekt op 15 januari 1901 door een expeditie geleid door de Earl van Ranfurly, Gouverneur-Generaal van Nieuw-Zeeland, en werd daarom naar hem ranfurlyi genoemd. In 1978 werden in totaal 569 broedparen geteld op 11 van de Bountyeilanden. De vogels nestelen m.n. op smalle randjes langs de klippen; de nesten worden voornamelijk gemaakt van Marginariella parsonsii -een type bruin zeewier dat de vogels tot op grote diepte opduiken en dat uitsluitend bij de Bounty- en Antipodeneilanden voorkomt- en voorts van veren, stenen en modder. In 2005 werden 618 individuen geteld (waarvan ongeveer 410 volwassen exemplaren) en de populatie lijkt sindsdien stabiel te zijn gebleven. IUCN classificeert deze soort als kwetsbaar omdat deze zeer kleine populatie en het totale broedgebied van ca. 1 km² deze aalscholvers vatbaar maken voor een enkele extreme gebeurtenis (zoals bijv. een zware storm). De Bounty-aalscholver is groter dan de Campbellaalscholver en de Aucklandaalscholver die inheems zijn op de gelijknamige, nabijgelegen eilanden. Er zijn ook kleine verschillen in gedragspatronen en in de kleuren van kop en nek. De vogels foerageren tot zo'n 24 km uit de kust.

### Zoogdieren
De zoogdierfauna bestaat uitsluitend uit de hierboven genoemde Nieuw-Zeelandse pelsrob (Arctocephalus forsteri). Deze soort komt ook voor op alle andere Nieuw-Zeelandse sub-antarctische eilanden, maar de Bountyeilanden vormen hun belangrijkste broedplaats. Ratten, die op veel sub-Antarctische eilanden funest zijn -of zijn geweest- voor de vogelstand (doordat ze eieren en kuikens eten) zijn op de Bountyeilanden nooit geïntroduceerd.

### Terrestrische ongewervelden
Van deze dieren, meest insecten, bestaat een kleine maar gevarieerde populatie. Vanwege de vogels en winderige omstandigheden leven zij verscholen. En bij gebrek aan vegetatie leven zij van afval van de vogels en robben, dus van uitwerpselen, voedselresten, afgeworpen veren en haren, karkassen, en van rottend of vers zeewier dat door de golven of door vogels aan land gebracht is. Van de biologie van deze dieren en over hun rol in het ecosysteem van de eilanden is weinig bekend, zelfs niet van de grotere soorten. De kennis beperkt zich vaak tot morfologische beschrijvingen met een enkele aantekening over de vindplaats (bijv. 'onder stenen', 'tussen aangespoeld zeewier', ed.) en wat fylogenetische hypothesen.
Typerend voor de beperkte kennis van deze vaak unieke diersoorten is de "Bounty-weta" Ischyroplectron isolatum. Weta's zijn vleugelloze krekels, vaak vrij groot. Ze zijn typisch voor Nieuw-Zeeland en vier van de vijf groepen sub-Antarctische eilanden van Nieuw-Zeeland hebben hun eigen geslacht en unieke soort weta die nergens anders voorkomt. Ischyroplectron isolatum is 29–34 mm lang en is de eerst ontdekte sprinkhaanachtige op de sub-antarctische eilanden van Nieuw-Zeeland; het dier werd in 1894 gevonden door kapitein Fairchild van de Hinemoa onder wat stenen die permanent vochtig waren door een spray van zeewater. Hij nam een aantal exemplaren mee en gaf één mannetje aan het Canterbury Museum en een aantal anderen aan het Universiteitsmuseum van Otago. Een wetenschappelijke beschrijving volgde nog datzelfde jaar door F.W. Hutton. Het mannetje werd beschreven aan de hand van het exemplaar uit Canterbury en een vrouwtje uit de collectie van het Otago museum. Hij noemde het dier aanvankelijk Ceuthophilus isolatus, hoewel het sterk verschilde van andere weta's van het geslacht Ceutophilus. Hutton achtte de kennis van de Nieuw-Zeelandse weta's namelijk nog te beperkt om terstond een nieuw geslacht te beschrijven. Hij herzag deze mening in 1896, toen hij toch het nieuwe geslacht Ischyroplectron introduceerde. Hutton meende dat deze weta's zich voedden met dood zeewier. In 1974 beschreef A.M. Richards het dier opnieuw, en wel aan de hand van het oorspronkelijke type-exemplaar uit Canterbury uit 1894, inmiddels zwaar beschadigd en na 80 jaar in een reageerbuisje met alcohol verkleurd en verschrompeld. De exacte vindplaats (welk eiland?) en -datum zijn niet eens bekend. Alle andere exemplaren -waaronder vrouwtjes- uit het Otago museum bleken intussen verloren te zijn gegaan en tussen 1894 en 1974 bleek geen enkel nieuw exemplaar verzameld. Dit is tekenend voor het beperkte onderzoek dat op de eilanden is verricht. Toch plaatst het feit dat deze forse sprinkhaanachtige, die niet kan vliegen, op zo'n geïsoleerd rotseilandje voorkomt, de biologie voor een raadsel. Temeer daar op drie van de vier andere groepen sub-Antarctische eilanden van Nieuw-Zeeland ook weta's voorkomen, die daar niet alleen endemisch zijn maar die ook onderling geen nauwe verwantschap vertonen. Ook na 1974 lijkt er geen enkele publicatie meer gewijd aan Ischyroplectron isolatum, hoewel van 7 - 20 november 1978 weer collecties van de insecten van de eilanden werden gemaakt door D. Horning. Niet duidelijk is of daarbij weer exemplaren van dit dier werden gevonden. Wel is hier een foto van deze krekel beschikbaar.
Onder de insecten bevinden zich ook negen soorten kevers waaronder de vleugelloze loopkever Bountya insularis die alleen hier voorkomt en die op 11 november 1950 voor het eerst werd gevonden door E.G.Turbott, onder stenen: 4 mannetjes en 1 vrouwtje. Deze exemplaren moesten 21 jaar doorbrengen in een collectie voordat zij in 1971 werden beschreven als een nieuwe diersoort. Zijn meest naaste (maar toch verre) verwanten leven in Australië en Zuid-Amerika. Net zoals hierboven voor de Bounty-weta geldt dat de aanwezigheid van deze zwarte kever van 13–15 mm biologen voor een raadsel plaatst; vermoed wordt dat het dier een overblijfsel is van een oude, meer soortenrijke fauna van vóór de ijstijden. Het holotype en twee paratypen worden bewaard in het Auckland Museum, de twee andere exemplaren in de entomologische afdeling van het Nieuw-Zeelandse Department of Scientific and Industrial Research (DSIR). In november 1978 vond D.S. Horning nog een exemplaar en een larve op Proclamation Island, in guano en een beetje grond onder een rotsblok.
De boksnuittor Lichenobius maritimus lijkt zich te voeden met een zeeschimmel, niet met korstmossen of algen zoals onderzoekers hadden verwacht.
Andere kevers van deze archipel zijn o.a. Pseudhelops liberalis (Tenebrionidae); Antarcticodomus n.sp. (Salpingidae); Lichenobius maritimus (Anthribidae; Boksnuittorren) en Tormissus (Thomosis) guanicola (Hydrophilidae). Deze dieren hebben geen Nederlandse namen.

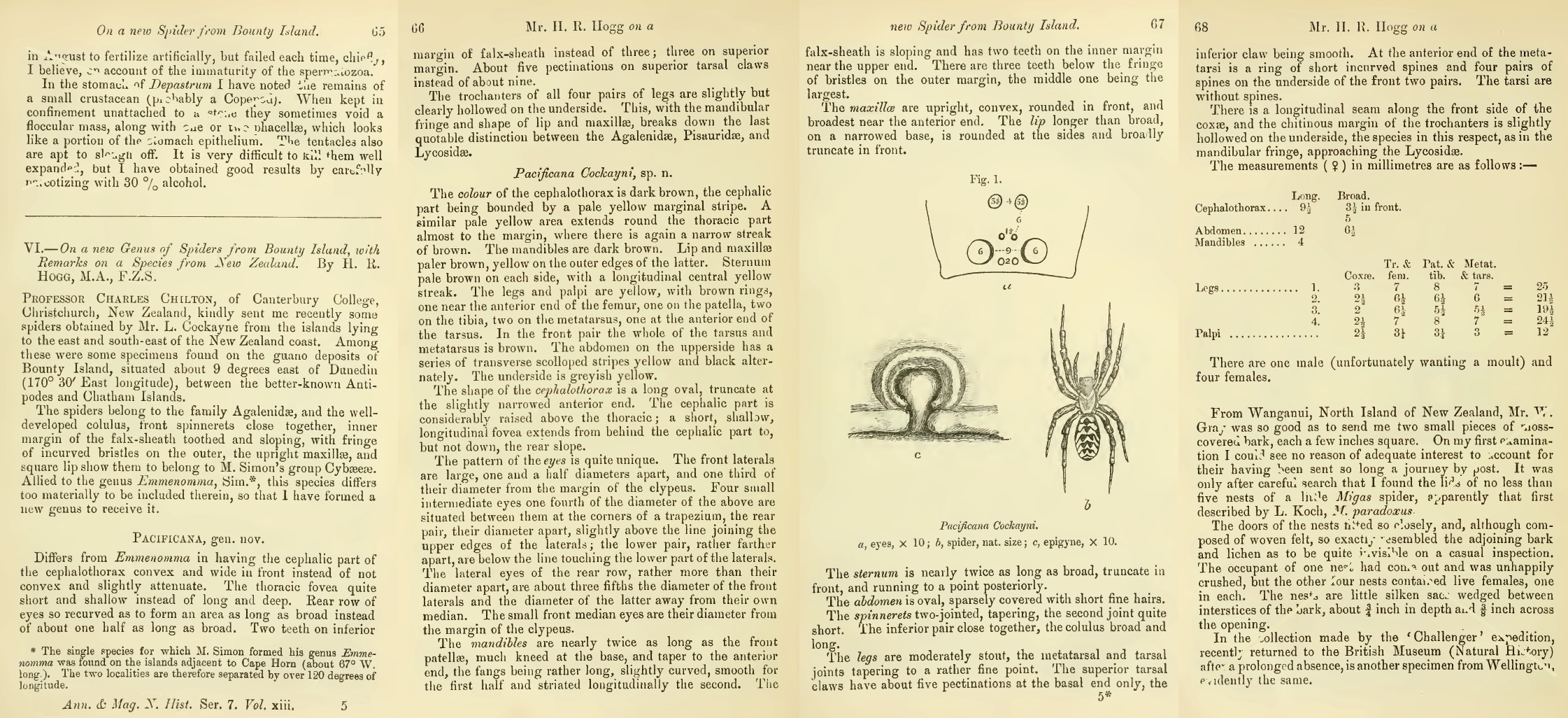
Originele wetenschappelijke beschrijving van de spin Pacificana cockayni, ontdekt op de Bountyeilanden in 1904 en -tot nu toe- nog nooit elders aangetroffen. Leesbaar bij aanklikken.

De eilanden kennen ook twee soorten nachtvlinders (Proterodesma turbotti en Reductoderces sp.) en vijf soorten vliegen, waaronder Aphrosylopsis lineatus (een slankpootvlieg uit de familie Dolichopodidae), Macrocanace littorea (Canacidae) en een mestvlieg van het geslacht Leptocera (Sphaeroceridae). De poppen van de laatstgenoemde twee vliegen worden geparasiteerd door de kleine wesp Antarctopria diomedeae (familie Diapriidae). De afmetingen van deze wespjes zijn gastheerafhankelijk: ze worden ca. 1,9 mm lang wanneer ze zich ontwikkeld hebben in poppen van Leptocera en 2,8 mm in de grotere Macrocanace-poppen. Leptocera-larven (maden) leven vnl. in karkassen van zeevogels; larven van Macrocanace in albatros-nesten. weer andere vliegenlarven leven in kleine poeltjes met pinguïnuitwerpselen en ander rottend materiaal. 'M. littorea komt in grote zwermen voor rond poeltjes met stilstaand water.
In oktober 1997 werd er op Proclamation Island een stofluis ontdekt die een nieuwe diersoort bleek te zijn en die in 1999 de naam Sandrapsocus clarki kreeg. Het kleine dier (1,6 mm) is apart omdat de twee -in grootte gereduceerde- voorvleugels zijwaarts staan en niet over het achterlijf lijken te kunnen worden gevouwen.
Tot op heden zijn er twee soorten spinnen ontdekt: Pacificana cockayni werd ontdekt in 1903 en beschreven in 1904. Zowel het geslacht Pacificana als de soort cockayni komt uitsluitend voor op de Bountyeilanden. Deze soort is verwant met spinnen van het geslacht Emmenomma dat voorkomt op twee eilandjes bij Kaap Hoorn (aan de zuidpunt van Zuid-Amerika) en met het geslacht Ommatauxesis uit Tasmanië. De andere spin is Chiracanthium nummosum, en werd voor het eerst beschreven in 1909 onder de naam Rubrius nummosus. Zij werd in 1950 ook gevonden op de Antipodeneilanden. Ten slotte heeft de unieke vogelfauna ook weer zijn unieke parasieten; zo draagt Salvin's albatros de vlo Parapsyllus magellanicus largificus. De vlo Parapsyllus nestoris antichthones is een parasiet van o.m. de Dikbekprions.

## Flora
Doordat er geen bodem is, alleen kale rotsen, is de plantengroei uiterst beperkt. Dit levert ook beperkingen op voor de fauna; zoals voor vogels die plantaardig materiaal nodig hebben voor nestbouw. Tot 2004 werd gedacht dat de flora zich beperkte tot korstmossen en een alg die her en der een groene zweem geeft aan verticale, beschutte rotswanden, maar in november 2004 ontdekte een expeditie een grassoort: Cook's scurvy grass (Cook's scheurbuikgras, Lepidium oleraceum) – de eerste hogere plant.
Daarvan werden 13 vrij forse exemplaren gevonden op de noordkust van Funnel Island in beschutte rotsspleten waarin zich wat grond had opgehoopt; ook werd een plant -van afstand- waargenomen op de top van Molly Cap. Vermoed wordt dat de planten hier als zaad gebracht zijn door spreeuwen uit Nieuw-Zeeland die af en toe op de eilanden worden waargenomen.

## Het zeemilieu

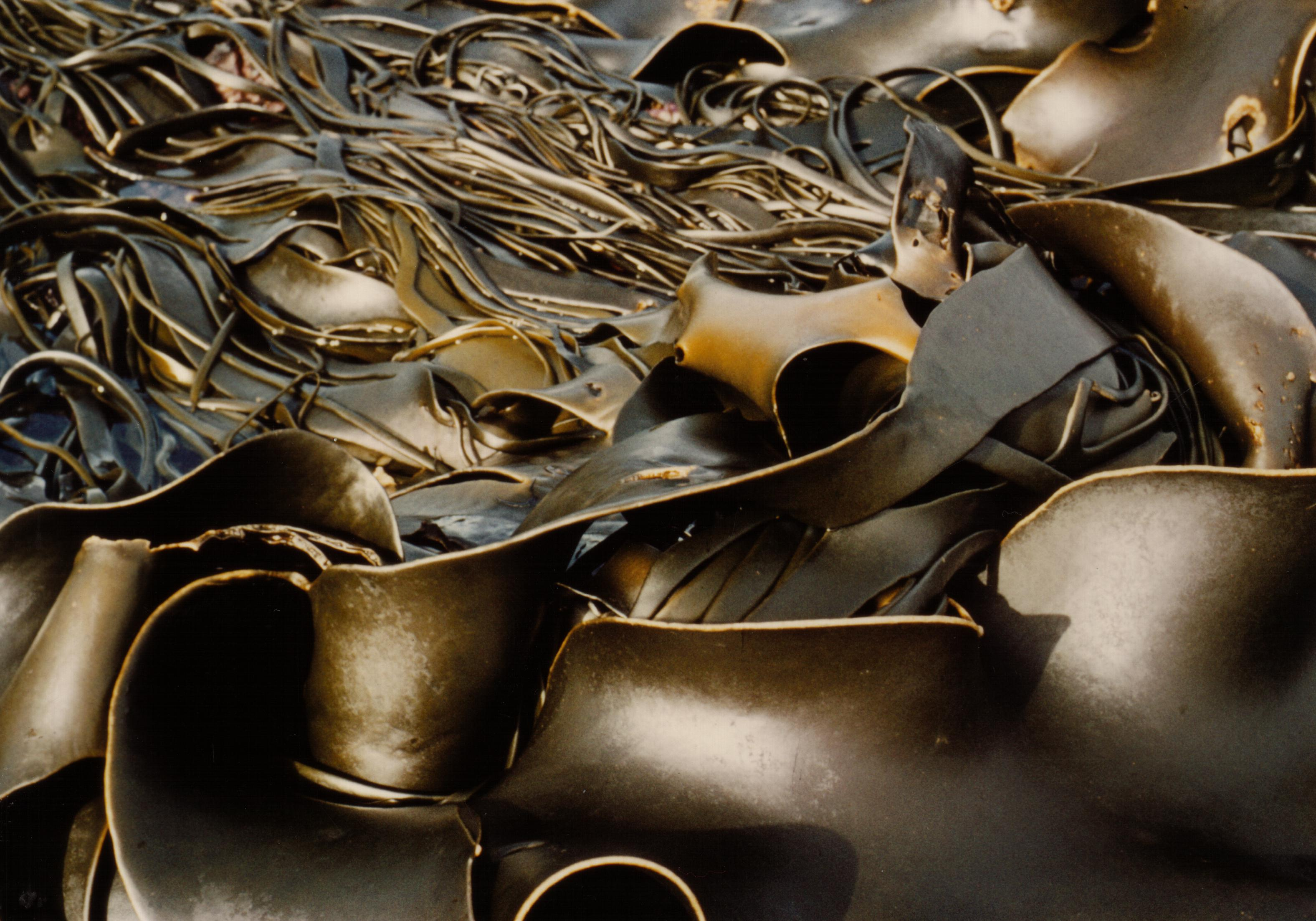
Durvillea antarctica, een bruinwier dat in dikke bossen rond de kusten van de Bountyeilanden voorkomt

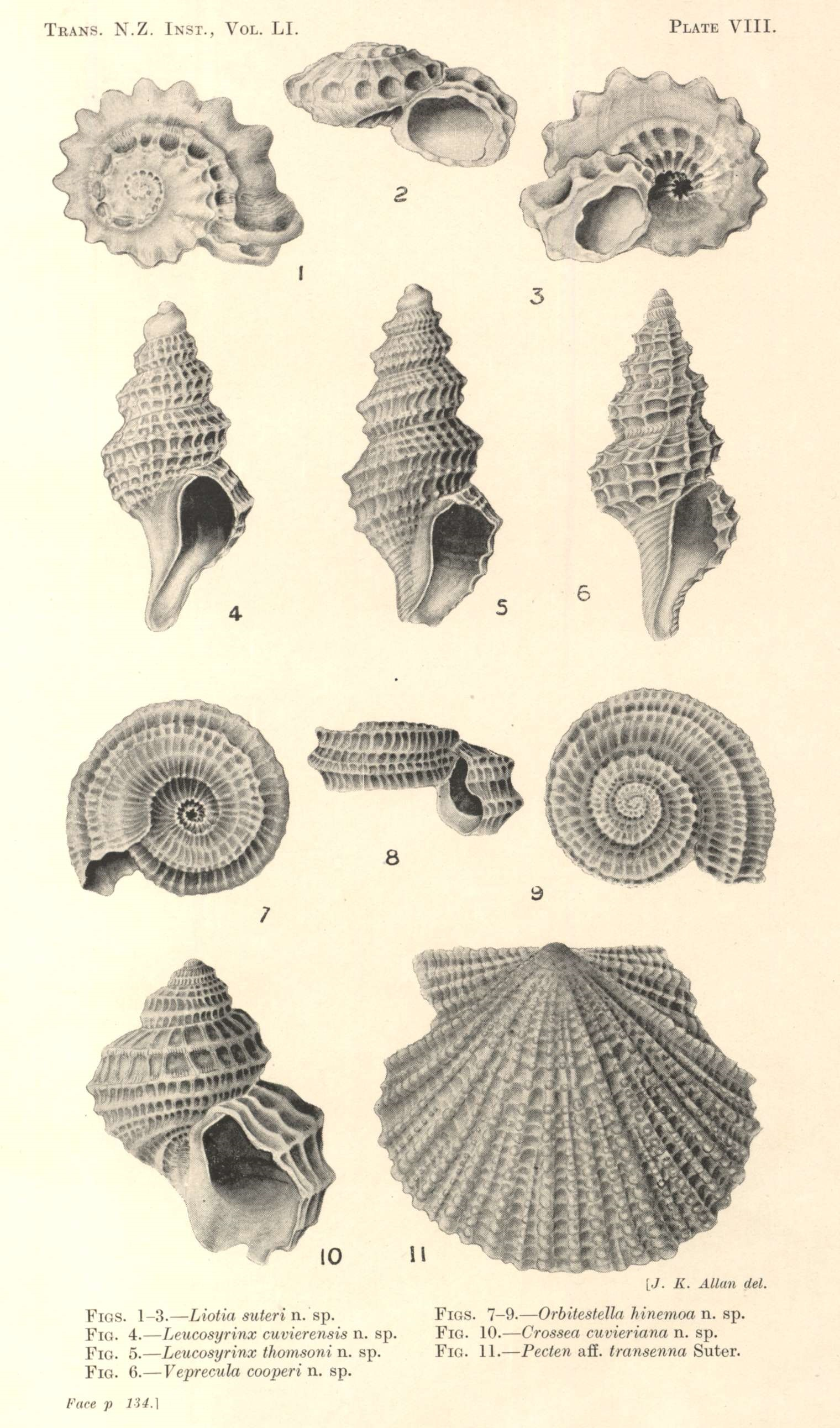
Afbeelding van nieuwe soorten schelpdieren, rond 1918 ontdekt op de zeebodem rond Nieuw-Zeeland vanaf de Hinemoa. Drie van de getoonde soorten werden bij de Bountyeilanden ontdekt: Liotia suteri, Leucosyrinx thomsoni en Crossea cuvieriana (tekening 1, 2, 3, 5 en 10).

Door de afwezigheid van plantengroei en de enorme afstand tot ander land, is al het leven op de Bountyeilanden direct of indirect afhankelijk van de zee. De kennis van het mariene milieu rond de eilanden is nog vrij beperkt, maar de laatste 30 jaar hebben diverse expedities een eerste indruk gegeven. Een kleurrijke indruk, met een grote soortenrijkdom, die scherp contrasteert met de kale rotsen aan de oppervlakte. Het water is er zeer helder; er zijn immers geen riviertjes die slib ed. afvoeren. De zichtbaarheid is soms meer dan 40 meter. Een mozaïek van planten en dieren klampt zich vast aan de steile wanden, terwijl kleinere habitats zoals scheuren en holtes, waar de constante deining van de zee sterk is gedempt, plaats bieden aan meer fragiele levensvormen. Het dierenleven is een mix van sessiele (vastzittende) en beweeglijke ongewervelden. Vastzittende zeepokken, sponzen en zeeanemonen laten vrijwel geen enkel plekje van de rotsen onbezet. Iets hoger, in de getijdenzone, overheersen met name zeepokken, maar ook daar worden zij afgewisseld met zeeanemonen, zakpijpen, mosdiertjes, poliepen en sponzen. Boven en tussen de zeepokken bewegen zich krabben, keverslakken (chitons), zeesterren en zeeslakken, waaronder de hier inheemse eetbare Virgin Paua Haliotis virginea huttoni
Ten minste 33 soorten zeewier zijn beschreven uit de wateren rond de Bountyeilanden, zes daarvan zijn endemisch. Waarschijnlijk zijn er nog meer soorten; de mariene flora is immers nog maar beperkt onderzocht. Direct langs de kust liggen dikke bossen van het bruinwier Durvillea antarctica; dit wier biedt spelende jonge pelsrobben bescherming tegen roofdieren. In stenige bodemgebieden tussen de eilanden komen tot een diepte van 60 m sponstuinen voor. De oceaan rond de archipel is rijk aan plankton met zwe rmen krill (vooral 's nachts), kwallen en salpen.

## Visserij, olie- en gaswinning, toerisme
De visserij rond de Bountyeilanden betreft bodem-langelijnvisserij op de Roze Koningsklip (New Zealand ling, Genypterus blacodes). De gemiddelde vangst in de periode 1998-2008 was 129 ton uit de territoriale wateren en 282 ton uit het gebied binnen 20 mijl van de Bountyeilanden. Dit komt neer op een commerciële waarde van 506.970 resp. 1,11 miljoen NZ-dollar. Dit type visserij kan leiden tot de bijvangst van albatrossen. De intensiteit van dit type visserij rond de Bountyeilanden is de afgelopen jaren afgenomen.
Er is geen olie- of gaswinning of -exploratie in de wateren rond de Bountyeilanden. De eilanden werden in het seizoen 2010-2011 bezocht door 800-1100 toeristen.

## Bescherming en UNESCO Werelderfgoed
Een eerste, zeer gedeeltelijke en nauwelijks gehandhaafde bescherming kwam er al 2 jaar nadat de Bountyeilanden Nieuw-Zeelands bezit waren geworden met de Protection of Animals Act van 1872, waarin de jacht op pelsrobben enigszins werd gereguleerd.
De Nieuw-Zeelandse regering is van mening dat de klassering van de Bountyeilanden als werelderfgoed ook een verantwoordelijkheid inhoudt om de wateren rondom de eilanden adequaat te beschermen, en dat zij daartoe tekort schoot. Vervolgens werden met de Fisheries (Benthic Protection Areas) Regulations 2007 (Visserijregels 2007 m.b.t beschermde zeebodemgebieden) de territoriale wateren rond de Bountyeilanden -dus tot een afstand van 12 zeemijl (ca. 21,6 km)- tot beschermd gebied aangewezen. In dit gebied mag geen trawlvisserij plaatsvinden lager dan 100 m boven de zeebodem. Bij trawlvisserij hoger dan 100 m boven de zeeboden moeten twee overheidswaarnemers aan boord zijn en moeten de hoogte en positie van het net in de gaten worden gehouden door een Elektronisch Net Monitoringssysteem (ENMS).
Vanaf 2012 is een deel (nl. 58%) van hetzelfde zeegebied rond de Bountyeilanden op grond van de Subantarctic Islands Marine Reserves Act tot een beschermd zeegebied verklaard; dus naast de zeebodem geldt dat nu ook voor de gehele waterkolom. Daarmee wordt onder meer de Deense zegenvisserij verboden. De visserij op de Koningsklip blijft toegestaan in bepaalde delen. Dit beschermde zeegebied is de Moutere Hauriri/Bounty Islands Marine Reserve. Moutere hauriri betekent boze winden. Met dezelfde wet werden ook de wateren rondom de Antipodeneilanden en een deel van de wateren rondom Campbelleiland beschermd. Dit alles als onderdeel van het Nieuw-Zeelandse beleid om een netwerk van beschermde zeegebieden op te zetten. Om de problemen met naleving enigszins te kunnen ondervangen bepaalt deze wet dat officieren van de Nieuw-Zeelandse strijdkrachten in het gebied mogen optreden alsof zij de bevoegdheden van rangers hebben.
De eilanden werden door de commissie voor het Werelderfgoed van UNESCO in 1998 toegevoegd aan de werelderfgoedlijst. Ter bescherming van het natuurerfgoed is het verboden om zonder speciale vergunning de eilanden te betreden.